# アドバンスコープ
株式会社アドバンスコープは、三重県名張市に本社があるケーブルテレビ局である。また、ads.FMという名称で2006年（平成18年）4月からコミュニティ放送も行っている。

## 沿革
- 1983年（昭和58年） - 近畿ケーブルテレビジョン株式会社として設立。資本金1030万円。本社住所は名張市蔵持町芝出1109番地の11。
- 1992年（平成4年） - 名張二十一世紀ケーブルテレビジョン株式会社（愛称「NAVA21」）へ法人名改称。名張市の資本が入り第三セクター方式になる。資本金を現在の4億9000万円に増資。
- 2004年（平成16年） - 現社名に改称。
- 2005年（平成17年） - 本社社屋を現在地に移転。
- 2006年（平成18年）4月24日 - ケーブルテレビ局が開局した初のコミュニティFM「FMなばり」がスタート。
- 2007年（平成19年）3月15日 - 名張市と「災害等の緊急放送に関する協定」を締結する。
- 2010年（平成22年）4月1日 - 名張市青少年センター（名張市松崎町）のネーミングライツスポンサーになり、同センターの愛称が「アドバンスコープADSホール」となる（2016年3月末までの6年契約）。また、この日より同センターの指定管理者として運営管理を開始した（2013年3月末までの3年契約）。
- 2012年（平成24年）9月 - 11月に開局20周年を迎えるにあたり、地元赤目に生息するオオサンショウウオをモチーフにしたマスコットキャラクターが誕生した。
- 2013年（平成25年）3月31日 - 名張市青少年センターの指定管理者としての契約が終了し、同センターの管理が市に戻る（名称は引き続き「アドバンスコープADSホール」）。
- 2015年（平成27年）2月1日 - この日よりSmart TV Boxの提供を「スマートパック」という名称で開始。
- 2015年（平成27年）3月12日 - 正午をもってデジアナ変換サービスが終了。
- 2016年（平成28年）8月1日 - モバイルサービス「A_SMA」を開始。

## 本社所在地
- 三重県名張市箕曲中村18番地の2

## サービスエリア
- 三重県名張市
- 三重県伊賀市（旧青山町）※旧青山町以外の伊賀市域は伊賀上野ケーブルテレビのサービスエリア。

## 主な放送チャンネル

### 地上波系列別再放送局
| NHK-G         | NHK-E     | NNN / NNS             | ANN                     | JNN                | TXN | FNN / FNS             | JAITS      |
| ------------- | --------- | --------------------- | ----------------------- | ------------------ | --- | --------------------- | ---------- |
| NHK津 NHK大阪 | NHK名古屋 | 中京テレビ 読売テレビ | メ〜テレ 朝日放送テレビ | CBCテレビ 毎日放送 |     | 東海テレビ 関西テレビ | 三重テレビ |

### テレビ局
| チャンネル   | チャンネル   | 放送局                                         | コース            | コース         | コース | コース            |
| 名張         | 青山         | 放送局                                         | ス タ ン ダ ー ド | プ レ ミ ア ム | HD     | プ レ ミ ア ム HD |
| ------------ | ------------ | ---------------------------------------------- | ----------------- | -------------- | ------ | ----------------- |
| D011（1）    | D011（1）    | 東海テレビ                                     | ○                 | ○              | ○      | ○                 |
| D021（2）    | D021（2）    | NHK名古屋Eテレ                                 | ○                 | ○              | ○      | ○                 |
| D031（3）    | D031（3）    | NHK津総合                                      | ○                 | ○              | ○      | ○                 |
| D041（4)     | D041（4)     | 中京テレビ                                     | ○                 | ○              | ○      | ○                 |
| D051（5）    | D051（5）    | CBCテレビ                                      | ○                 | ○              | ○      | ○                 |
| D061（6）    | D061（6）    | メ〜テレ                                       | ○                 | ○              | ○      | ○                 |
| D071（7）    | D071（7）    | 三重テレビ                                     | ○                 | ○              | ○      | ○                 |
| D081（8）    | D081（8）    | 関西テレビ                                     | ○                 | ○              | ○      | ○                 |
| D041-1（9）  | D041-1（9）  | 毎日放送                                       | ○                 | ○              | ○      | ○                 |
| D101（10）   | D101（10）   | 読売テレビ                                     | ○                 | ○              | ○      | ○                 |
| D061-1（11） | D061-1（11） | 朝日放送テレビ                                 | ○                 | ○              | ○      | ○                 |
| D011-1（12） | D011-1（12） | NHK大阪総合                                    | ○                 | ○              | ○      | ○                 |
| BS101        | BS101        | NHK BS                                         | ○                 | ○              | ○      | ○                 |
| BS141-143    | BS141-143    | BS日テレ                                       | ○                 | ○              | ○      | ○                 |
| BS151-153    | BS151-153    | BS朝日                                         | ○                 | ○              | ○      | ○                 |
| BS161-163    | BS161-163    | BS-TBS                                         | ○                 | ○              | ○      | ○                 |
| BS171-173    | BS171-173    | BSテレ東                                       | ○                 | ○              | ○      | ○                 |
| BS181-183    | BS181-183    | BSフジ                                         | ○                 | ○              | ○      | ○                 |
| BS191-193    | BS191-193    | WOWOW プライム・ライブ・シネマ                 | ●                 | ●              | ●      | ●                 |
| BS200        | BS200        | BS10                                           | ○                 | ○              | ○      | ○                 |
| BS201        | BS201        | BS10スターチャンネル                           | ●                 | ●              | ●      | ●                 |
| BS211        | BS211        | BS11                                           | ○                 | ○              | ○      | ○                 |
| BS222        | BS222        | BS12 トゥエルビ                                | ○                 | ○              | ○      | ○                 |
| BS231-232    | BS231-232    | 放送大学BSテレビ                               | ○                 | ○              | ○      | ○                 |
| C200         | C200         | 木津川上流情報チャンネル （音声はFMなばり）    | ○                 | ○              | ○      | ○                 |
| C201         | C201         | アドバンスコープチャンネル（地域情報）         | ○                 | ○              | ○      | ○                 |
| C203         |              | 名張市行政チャンネル （議会中継時のみ）        | ○                 | ○              | ○      | ○                 |
|              | C204         | 伊賀市行政チャンネル                           | ○                 | ○              | ○      | ○                 |
|              |              | ガイドチャンネル                               | ○                 | ○              | ○      | ○                 |
| チャンネル   | チャンネル   | 放送局                                         | 放送局            | 放送局         | 放送局 | 放送局            |
| C124         | C124         | スーパー!ドラマTV                              |                   |                | ○      | ○                 |
| C125         | C125         | 日本映画専門チャンネル                         |                   |                | ○      | ○                 |
| C127         | C127         | 衛星劇場                                       | ●                 | ●              | ●      | ●                 |
| C132         | C132         | J SPORTS 4                                     | ●                 | ●              | ●      | ●                 |
| C133         | C133         | ザ・シネマ                                     |                   |                | ○      | ○                 |
| C138         | C138         | フジテレビONE スポーツ・バラエティ             | ●                 | ○              | ○      | ○                 |
| C139         | C139         | フジテレビTWO ドラマ・アニメ                   | ●                 | ○              | ○      | ○                 |
| C144         | C144         | TBSチャンネル1                                 | ●                 | ○              | ●      | ○                 |
| C146         | C146         | GAORA SPORTS                                   |                   |                | ○      | ○                 |
| C147         | C147         | スカイ・A                                      |                   |                | ○      | ○                 |
| C152         | C152         | TBS NEWS                                       |                   |                | ○      | ○                 |
| C158         | C158         | J SPORTS 3                                     |                   |                | ○      | ○                 |
| C159         | C159         | 時代劇専門チャンネル                           |                   |                | ○      | ○                 |
| C164         | C164         | グリーンチャンネル                             | ●                 | ●              | ●      | ●                 |
| C165         | C165         | グリーンチャンネル2                            | ●                 | ●              | ●      | ●                 |
| C167         | C167         | ゴルフネットワーク                             |                   |                | ○      | ○                 |
| C168         | C168         | J SPORTS 1                                     |                   |                | ○      | ○                 |
| C169         | C169         | J SPORTS 2                                     |                   |                | ○      | ○                 |
| C173         | C173         | 東映チャンネル                                 | ●                 | ●              | ●      | ●                 |
| C177         | C177         | ジャパネットチャンネルDX                       | ○                 | ○              | ○      | ○                 |
| C181         | C181         | Mnet                                           | ●                 | ●              | ●      | ●                 |
| C182         | C182         | AT-X                                           | ●                 | ●              | ●      | ●                 |
| C205         | C205         | ウェザーニューズ                               | ○                 | ○              | ○      | ○                 |
| C210         | C210         | J SPORTS 3                                     | ○                 | ○              |        |                   |
| C211         | C211         | スカイ・A                                      | ○                 | ○              |        |                   |
| C212         | C212         | GAORA SPORTS                                   | ○                 | ○              |        |                   |
| C213         | C213         | J SPORTS 1                                     | ○                 | ○              |        |                   |
| C214         | C214         | J SPORTS 2                                     | ○                 | ○              |        |                   |
| C217         | C217         | ゴルフネットワーク                             | ○                 | ○              |        |                   |
| C221         | C221         | 日本映画専門チャンネル                         | ○                 | ○              |        |                   |
| C222         | C222         | 映画・チャンネルNECO                           | ○                 | ○              | ○      | ○                 |
| C223         | C223         | V☆パラダイス                                   | ○                 | ○              | ○      | ○                 |
| C224         | C224         | WOWOWプラス                                    |                   | ○              |        | ○                 |
| C230         | C230         | ファミリー劇場                                 | ○                 | ○              | ○      | ○                 |
| C231         | C231         | スーパー!ドラマTV                              | ○                 | ○              |        |                   |
| C233         | C233         | Dlife                                          | ○                 | ○              | ○      | ○                 |
| C234         | C234         | 時代劇専門チャンネル                           | ○                 | ○              |        |                   |
| C237         | C237         | ミステリーチャンネル                           |                   | ○              |        | ○                 |
| C241         | C241         | アニマックス                                   | ○                 | ○              | ○      | ○                 |
| C242         | C242         | キッズステーション                             | ○                 | ○              | ○      | ○                 |
| C245         | C245         | テレ朝チャンネル1 ドラマ・アニメ・バラエティー | ○                 | ○              | ○      | ○                 |
| C246         | C246         | ホームドラマチャンネル                         | ○                 | ○              | ○      | ○                 |
| C250         | C250         | CNNj                                           | ○                 | ○              | ○      | ○                 |
| C251         | C251         | 日経CNBC                                       | ○                 | ○              | ○      | ○                 |
| C254         | C254         | TBS NEWS                                       | ○                 | ○              |        |                   |
| C255         | C255         | ヒストリーチャンネル                           | ○                 | ○              | ○      | ○                 |
| C258         | C258         | テレ朝チャンネル2 ニュース・情報・スポーツ     | ○                 | ○              | ○      | ○                 |
| C259         | C259         | ナショナル ジオグラフィック                    | ○                 | ○              | ○      | ○                 |
| C260         | C260         | ミュージック・エア                             |                   | ○              |        | ○                 |
| C262         | C262         | スペースシャワーTV                             | ○                 | ○              | ○      | ○                 |
| C263         | C263         | MTV                                            | ○                 | ○              | ○      | ○                 |
| C264         | C264         | 歌謡ポップスチャンネル                         |                   | ○              |        | ○                 |
| C271         | C271         | ショップチャンネル                             | ○                 | ○              | ○      | ○                 |
| C272         | C272         | QVC                                            | ○                 | ○              | ○      | ○                 |
| C275         | C275         | 大人の趣味と生活向上◆アクトオンTV              |                   | ○              |        | ○                 |
| C276         | C276         | 釣りビジョン                                   | ●                 | ●              | ●      | ●                 |
| C277         | C277         | 旅チャンネル                                   | ○                 | ○              | ○      | ○                 |
| C279         | C279         | エンタメ〜テレ☆シネドラバラエティ              |                   | ○              |        | ○                 |
| C280         | C280         | MONDO TV                                       |                   | ○              |        | ○                 |
| C283         | C283         | ザ・シネマ                                     | ○                 | ○              |        |                   |
| C287         | C287         | レジャーチャンネル                             | ●                 | ●              | ●      | ●                 |
| C290         | C290         | プレイボーイ チャンネル                        | ●                 | ●              | ●      | ●                 |
| C291         | C291         | レッドチェリー                                 | ●                 | ●              | ●      | ●                 |
| C292         | C292         | レインボーチャンネル                           | ●                 | ●              | ●      | ●                 |
| C293         | C293         | ミッドナイトブルー                             | ●                 | ●              | ●      | ●                 |

空欄：視聴不可、●:コース料金以外に別料金で視聴可。
- 100番台はHD放送を行っている。
- TXN系列のテレビ愛知・テレビ大阪、独立局の奈良テレビの再放送は行っていない。
- 地上デジタル放送はパススルー方式のため、地上デジタル対応テレビであれば視聴可能。
- CS放送はi-HITS（日本デジタル配信）を使用している。
- 毎日放送（MBSテレビ）・朝日放送テレビ・関西テレビ・読売テレビのデジタル再放送は2010年（平成22年）8月1日より開始。サンテレビ・KBS京都テレビについては（再放送同意には至らず）完全地上デジタル化の2011年（平成23年）7月24日 12:00をもって終了した。
- アドバンスコープが実施していたデジアナ変換サービスにより、ケーブルテレビ回線に接続しているアナログテレビは録画が1回のみ（コピー・ワンス）やGガイドの録画予約不可などの制限があるものの視聴可能であったが、2015年3月12日 12:00にデジアナ変換サービスの終了と同時に視聴不可能となった。

### ラジオ局
| 周波数 （MHz） | デジタル | デジタル | 放送局           |
| 周波数 （MHz） | 名張     | 青山     | 放送局           |
| -------------- | -------- | -------- | ---------------- |
| 79.4           |          |          | NHK津FM          |
| 81.3           |          |          | FM三重           |
| 83.5           | C200     | C200     | ads.FM           |
| 86.9           |          |          | α-station        |
|                | BS531    | BS531    | 放送大学BSラジオ |

AM放送はNHK、民放とも配信されていない。

## アドバンスコープチャンネル
デジタルC201チャンネルで視聴出来る。自社制作番組の他、県内及び関西地域のケーブルテレビ会社制作の番組を放送している。2012年（平成24年）6月1日に番組の大幅リニューアルが図られた。自社制作の一部番組は伊賀上野ケーブルテレビでも放送されている。

### 放送中の番組
- 「ADSニュース」（月曜号：柚木伸介、火曜号：森本順子、水曜号：田中愛、木曜号：中橋舞、金曜号：廣川陽子、日曜号：五十嵐愛生 2013年9月30日 - ）
- 「名張青山 歴史街道をゆく」
- 名張近鉄ガス提供「ウィズガスクッキング」
- 「シリーズ このまちのかたち」
- 「レッツ!防災」（2012年5月1日 - ）
- 「近場ぐるっとFOODハンター」（2012年6月1日 - ）
- 「健康と生活」（2013年9月30日 - ）
- 「アドバンスコンサート」（2013年月日 - ）
- 「歴史街道」（関西ケーブルテレビ各社制作）
- 「伊賀上野CATV週間ダイジェスト」（ICT制作）
- 鳥羽水族館提供「もっと!水の惑星紀行」（ZTV制作）
- 「恋舞妓の京都慕情」（J:COM制作 2012年6月1日 - ）
- 「ケーブルネットワークみえ」（三重県内ケーブルテレビ各局制作 2012年6月1日 - ）
- 「ナナちゃんのお店紹介」（ICT制作 2012年10月1日 - ）
- 「ぐるぐるグルメ」（iTV制作 2012年10月1日 - ）
- 「広がる、日本橋と三重」（MCTV制作）
- 「マンスリーくノ一」（ICT制作）
- 「お店タウンマップ　いいね!」（CTY、CNS共同制作 2015年4月1日 - ）
- 「時の散策」（ICT制作 2015年5月1日 - ）

### 特別放送の番組
- 高校野球三重大会ダイジェスト「熱中YELL」（三重県内各ケーブルテレビ局共同制作 2012年7月13日 - 7月27日、23:00 - 23:30）
- 「松阪ぎおん祭り」（生放送）（MCTV制作 2012年7月14日、19:30 - 21:00）
- 「すずフェス THE LIVE 2012」（CNS制作 2012年8月5日、19:00 - 21:15）
- 「熊野大花火大会 生中継」（ZTV制作 2012年8月17日、19:30 - 22:00）
- 「上野天神祭生中継」（ICT制作 2012年10月25日、10:00 - 12:00）
- 「伊賀市長選挙開票速報」（ICT制作 2012年11月11日、20:00 - 当選確定まで）
- 「市民文化オンステージ2012」（2012年12月17日 - 12月26日 ／2013年1月1日 - 1月7日）
- 「名張市小中学校音楽会　小学校の部」（2012年12月27日 - 12月31日 ／2013年1月1日 - 1月7日）
- 「2013年　新春知事対談」（三重県ケーブルテレビ協議会制作 20131月1日 - 2013年1月7日）
- 「名張市長・伊賀市長　年賀あいさつ」（ 2013年1月1日 - 2013年1月7日）
- 「桂三弥落語会 in ケーブルテレビフェスタ」（ 2013年1月1日 - 2013年1月7日）
- 「アドバンスコープ開局20周年記念 第1回 U-9フットサル大会」（2013年2月1日 - ）
- 「めざせ!甲子園」（2013年7月1日 - 7月8日、18:00 - 18:15／22:00 - 22:15）
- 高校野球三重大会ダイジェスト「熱中YELL」（三重県内各ケーブルテレビ局共同制作 2013年7月12日 - 7月28日、23:00 - 23:30）
- 「松阪ぎおん祭り」（生放送）（MCTV制作 2013年7月13日、19:30 - 21:00）
- 「名張川納涼花火大会」（生放送）（2013年7月27日、18:00 - 21:30）
- 「すずフェス THE LIVE 2013」（CNS制作 2013年8月4日、19:00 - 21:30）
- 「知事と市長の1対1対談」（2013年8月11日、13:00 - 14:00）
- 「名張・青山歴史街道をゆく『The World of RAMPO』」（2013年8月13日 - 2013年8月15日、12:00 - 12:30／19:15 - 19:45）第39回日本ケーブルテレビ大賞番組アワード入賞作品
- 「熊野大花火大会 生中継」（ZTV制作 2013年8月17日、19:30 - 22:00）
- 「第62回 神宮式年遷宮〜遷御 新宮へ〜」（iTV制作 2013年10月2日、21:00 - 22:30）
- 「上野天神祭生中継」（ICT制作 2013年10月25日、9:30 - 11:15）
- 「2013高校駅伝ダイジェスト」（MCTV制作 2013年11月24日、14:00 - ／18:00 - ）
- 「高校バスケウインターカップ」（2013年12月1日、男子決勝戦9:00 - 10:00／20:00 - 21:00　女子決勝戦11:00 - 12:00／22:00 - 23:00）
- 「市民文化オンステージ2013」（2013年12月28日 - 2014年1月5日）
- 「名張市小中学校音楽会」（2013年12月28日 - 2014年1月5日）
- 「2014年　新春知事対談」（三重県ケーブルテレビ協議会制作 2014年1月1日 - 1月6日）
- 「2014年　年賀あいさつ」（2014年1月1日 - 1月6日）
- 「上げ馬神事生中継」（CCNet北勢局制作 2014年5月5日、13:30 - 16:00）
- 「めざせ!甲子園 総集編」（2014年7月5日、10:00 - ／17:00 - ／23:00 - ／＆2014年7月6日、8:15 - ／16:00 - ／22:00 - ）
- 高校野球三重大会ダイジェスト「熱中YELL」（三重県内各ケーブルテレビ局共同制作 2014年7月11日 - 7月27日、23:00 - 23:30）
- 「松阪ぎおん祭り 三社みこし生中継」（生放送）（MCTV制作 2014年7月19日、19:30 - 21:00）
- 名張川納涼花火大会「花火三昧 5000発のおもてなし!」（生放送）（ 2014年7月26日、19:30 - 21:30）
- 「すずフェス THE LIVE 2014」（CNS制作 2014年8月3日、19:00 - 21:15）
- 「熊野大花火大会 生中継」（ZTV制作 2014年8月17日、19:00 - 22:00）
- 「名張市議会議員選挙開票速報」（生放送）（2014年8月24日、21:00 - ）
- 「けーぶるにっぽん 美・JAPAN」#4 長野 高山「長野 長寿日本一をささえる山村の秘密」（須高ケーブルテレビ 2014年12月6日、15:00 - ／＆2014年12月7日、19:00 - ）
- 「ウインターカップ2014・男子決勝」（2014年12月6日 21:15 - ／＆2014年12月7日、10:30 - ）
- 「ウインターカップ2014・女子決勝」（2014年12月6日 22:15 - ／＆2014年12月7日、11:30 - ）
- 「2014高校駅伝ダイジェスト」（2014年12月6日 23:15 - ／＆2014年12月7日、14:30 - ）
- 「けーぶるにっぽん 美・JAPAN」#5 福岡「福岡 美食のまち福岡・博多」（J:COM 2014年12月13日、15:00 - ／＆2014年12月20日、19:00 - ）
- 「名張青山歴史街道をゆく 一挙放送」（2014年12月27日 - 12月31日、3:15 - 6:00）
- 「市民文化オンステージ2014」（2014年12月27日 - 12月31日）
- 「ちゃんねるADS新春特番」（2015年1月1日 - 1月4日）
- 「2015年　新春知事対談」（三重県ケーブルテレビ協議会制作 2015年1月1日 - 1月4日）
- 「2015年の抱負聞いてきました!」（2015年1月1日 - 1月4日）
- 「地域密着!けーぶるGirlsに密着!!」（2015年1月1日 - [1月4日）
- 「ADSニュース特別編・名張桜まつり」（2015年4月18日）
- 「松阪祇園まつり 三社みこし 生中継」（生放送）（MCTV制作 2015年7月19日、19:30 - 21:00）
- 名張川納涼花火大会「あなたの隣で見たい 名張の花火」（生放送）（2015年7月25日、19:30 - 21:30）
- 名張川納涼花火大会 ダイジェスト（2015年7月27日 - 7月31日、20:00 - 21:00）

### 終了した番組
- 「アドバンステーション」
- 森大建地産提供「住まいの達人」
- 「セルコホームですから」
- 「防災ミニ講座」（ - 2012年4月30日）
- 「DAILY アドバンスコープ」（月曜号：森本順子、火曜号：湯浅円・桂三弥、水曜号：林哲也・森本順子、木曜号：柚木伸介、金曜号：野上峰 2011年1月11日 - 2012年5月31日）
- 「特選リポート」（ - 2012年5月31日）
- 「ちょっときいてよ!生リク中」（Music Japan TV制作　- 2012年5月31日）
- 「けーぶるにっぽん　ふるさとの宝」（日本ケーブルテレビ連盟加盟各局制作 - 2012年5月31日）
- 「知りたい!ケーブル情報局」（三重県内ケーブルテレビ各局制作 - 2012年5月31日）
- 「アドバンスコープDAILYニュース」（月曜号：柚木伸介、火曜号：森本順子、水曜号：中西則善、木曜号：湯浅円、金曜号：野上峰 2012年6月1日 - 2013年9月27日）
- 「地域情報 特選アーカイブ」
- 「レディース・アングラー」（iTV制作）
- 「USJでまだまだTKO」（J:COM制作）
- 「美し国の時間」（iTV制作、毎月第4木曜から翌水曜迄の一週間番組）
- 「桂三弥と愉快な仲間のメッチャあそびより」（2012年6月1日 - 2013年9月30日）
- 「未来へつなぐまちの宝石箱」
- 「この店行っとこっ!」（CNS制作 2012年10月1日 - 2015年3月31日）

## アナウンサー
全員が関西に拠点のある芸能事務所に所属している契約アナウンサーであるが、名張市在住の森本順子は地元のアナウンサーとして認知されている。

### 現在
- 森本順子（ADSニュース火曜担当、ウィズガスクッキングアシスタント、FMなばりナビゲーター）
- 柚木伸介（ADSニュース月曜、日曜（不定期）担当、FMなばりナビゲーター）
- 廣川陽子（ADSニュース金曜、日曜（不定期）担当、FMなばりナビゲーター）
- 中橋舞（ADSニュース木曜担当、FMなばりナビゲーター）
- 田中愛（ADSニュース水曜担当、FMなばりナビゲーター）

### 過去
- 西田里美
- 伊藤聡（→伊藤さとる）
- 安西美幸
- 鴨聡子
- 木村泰子
- 牧野晴歌
- 夏木唯子
- 小谷大輔
- 瀬岡容子
- 広瀬陽子
- 林哲也
- 中西則善
- 野上峰（現 FMなばりナビゲーター）
- 湯浅円
- 玉川恵（二代目FOODハンター）
- 後藤明子（初代FOODハンター）
- 木坂浩三
- 高橋りさ
- 山本隆詞
- 五十嵐愛生（→いがらしあみ）（三代目FOODハンター）

## けーぶるGiRLS
東海地区ケーブルテレビ局27局から集まった女性アナウンサー・スタッフで構成された集団で、ケーブルテレビの魅力を発信し、地域のPR活動を行っている。また毎年行われるケーブルフェスタに出演（アドバンスコープでは森本順子から出演）。
- 野上峰（当時アナウンサー、年度不明でブログでの活動のみ確認）
- 森本順子（アナウンサー、2012年度）
- 上谷真璃（当時FMなばりディレクター、2013 - 2014年度）
- 谷森美紀（FMなばりディレクター、2015年度）[2]
- 若山真季（FMなばりディレクター?、2016年度）[2]

## ads.FM

### 概要
ads.FM（えいでぃーえすえふえむ）とは、アドバンスコープの運営するコミュニティ放送である。若年層からシルバー層まで幅広い層をターゲットに、地域密着型の番組を中心に現在放送している。開局時の局名はFMなばりで、愛称はなばステであった。
アドバンスコープ本社屋内のスタジオ（アドバンスコープ本社スタジオ）からの生放送中は、放送音声をアドバンスコープのサーバによるインターネットラジオとして開局から2015年9月18日の「Morning Radio 83.5」まで配信していた（ラジオで楽曲や収録番組の放送中は無音だった）。全番組がサテライトスタジオからの放送になった9月18日の「ほっと。すて〜しょ〜ん 83.5」以降の生放送番組も配信予定で設備の設定に時間がかかったのか2016年2月から2017年3月末まで自社番組すらまともに流れず、ネット配信で聞けるのはニュースと天気予報といった事態が続いた。2020年6月現在は生放送番組のみをYoutubeで配信している。
パーソナリティをナビゲーター と呼んでいる。
放送が開始されてから休止するまでを完全自社制作で通し、そのほかの時間は休止する放送局である。

### 沿革
- 2006年（平成18年）
  - 2月24日 - 総務省東海総合通信局から無線局予備免許状が交付。
  - 4月17日 - 総務省東海総合通信局から無線局免許状が交付（識別信号 JOZZ6AU-FM）。
  - 4月23日 - それまで音楽のみが流れていた試験放送に、開局前日のこの日、開局後の同じ曜日に番組を担当したナビゲーターのKEN-KEN[注 2]による番組が試験放送された。
  - 4月24日 - 午後0時に開局。開局記念特別番組はアドバンスコープ本社スタジオから放送（ナビゲーターは木村泰子、森本順子）。
  - 8月1日 - 大屋戸浄水場からの配管の切り替え工事で生じた水圧変化で水道管内部の錆等が剥がれ流出し、午後、名張市旧町を中心に赤水が発生した。通常番組進行中だったナビゲーターの米澤勇気がその速報を伝え、番組終了後も通常の配信番組の合間に、スタッフにより臨時に各所に設けられた給水所の情報が繰り返し伝えられた。翌8月2日には赤水は解消されたが、この間赤水発生の報道はあったものの、アドバンスコープ（FMなばり）以外の報道機関から具体的な給水場所の情報が伝えられる事はなかった。当時まだ、名張市と災害時の緊急放送についての協定が結ばれる前であったが、緊急放送が有効に活用された最初の事例となった。
- 2007年（平成19年）
  - 3月31日 - 名張桜まつり「名張に恋!!桜編」のフリーマーケット会場にて、ナビゲーターの持ち込みによるチャリティーグッズが販売され、完売した。
  - 4月 - 開局1周年を記念してCD版「なばりの昔話」が制作発売された。朗読は自身の担当番組「Morning Plus」内で名張の昔話を朗読している野上峰が、音楽は野上圭三が担当している。
  - 6月20日 - 名張市鍛冶町の旧家を改装した街の放送局えびすスタジオからFMサテライト試験放送（15:30 - 16:00 ナビゲーターは野上峰）。
  - 7月7日 - えびすスタジオからFMサテライト放送開始（Weekly Jam 14:00 - 16:00 ナビゲーターは野上峰）。
  - 7月28日 - 名張川納涼花火大会にあわせて、花火大会特番（18:00 - 22:00）がOA。ナビゲーターは本社スタジオからKEN-KENと木村泰子が、えびすスタジオから野上峰が、会場からのリポートを山岡寛子が担当した。当日は雨となり花火大会は中断があったものの最後まで放送。
- 2008年（平成20年）
  - 6月7日 - 名張市新町の旧細川邸を改修して誕生したやなせ宿の中にある川蔵内に設置されたサテライトスタジオからFMサテライト放送開始（やなせ宿オープニングイベント特番 13:00 - 15:00 ナビゲーターは野上峰、山岡寛子）。これに伴いえびすスタジオは休止。
  - 7月26日 - 名張川納涼花火大会にあわせて、花火大会特番（19:30 - 21:30）がOA。ナビゲーターは本社スタジオから柚木伸介と山岡寛子が、大会本部席から野上峰が、会場からのリポートを桂三弥が担当した。
- 2009年（平成21年）6月6日 - コミュニティ放送初の全国ネット特番「Cの力、Rの絆（コミュニティ放送の力、ラジオの絆）」（JCBA制作番組）がFMなばりでも放送（16:00 - 17:00）
- 2011年（平成23年）
  - 1月5日 - ケーブルテレビの自社制作番組のリニューアル（「アドバンステーション」→「DAILY アドバンスコープ」）に伴いラジオ番組もリニューアルした。月曜金曜のお昼の生放送番組が終了。平日夕方の番組放送時間が拡大し、ナビゲーターは木曜を除き隔月担当になる。
  - 3月31日 - やなせ宿川蔵のサテライトスタジオの運用を終了
  - 4月24日 - 開局5周年を迎える。「めっちゃ Sunday」が「開局5周年記念特別番組」（11:00 - 17:00）に変更。ナビゲーターは森本順子、小谷大輔、みっちょん。開局時からナビゲーターとして番組を担当し続けている齋藤めぐみ、野上峰、三木智史のメッセージ紹介や、在籍中の各ナビゲーターからのメッセージが紹介。更にはかつて開局記念特番のナビゲーターを務めるなど、なばステの要として活躍し2010年（平成22年）9月末に降板した木村泰子がメッセージを寄せ、番組冒頭に森本順子からその内容が紹介された。
  - 6月20日 - 公式サイト内にブログが開設される（コメントは出来ない）[6]。
  - 7月11日 - 第93回全国高等学校野球選手権三重大会に出場する名張・青山地区にある学校（日生第一（現・桜丘）、近大高専、名張西、名張桔梗丘、名張）の球児の声を紹介（7月15日まで）。初の試みに。
  - 7月28日 - 第93回全国高等学校野球選手権三重大会準決勝をこの日に迎えた近大高専野球部の応援のため、あさナバ木曜日（齋藤めぐみ担当）はこの日、サブタイトル「近大高専野球部祭り」を題して特別編成で番組が展開。基本情報[注 3]に追加して2週間前に放送した球児達の声や、試合会場の四日市球場へ応援に向かったバスの引率責任者の先生との電話でのインタビュー、球場で試合開始を待つ校長、球児の父兄とのインタビューが放送された。
  - 7月30日 - 名張川納涼花火大会にあわせて、花火大会特番「がんばれ日本!名張でドーン!」がOA。第一部が12:00 - 18:00、第二部が19:00 - 22:00。ナビゲーターは小谷大輔、湯浅円、野上峰。16時まではスタジオから野上と湯浅が担当。16時以降は花火大会本部から野上が、花火大会会場から湯浅がリポートを入れ、小谷がスタジオで花火の説明やトークを繰り広げた。
  - 8月1日 - 番組改編があり夕方の番組に変更が発生。隔月担当だったナビゲーターを固定。また、柚木伸介がアドバンスコープアナウンサー専任に、夏木唯子がなばステナビゲーター専任になる。
  - 8月12日 - この日より4日間、通常生放送番組は休止してお盆特番（11:00 - 16:00）に。12日（金）は「なばフェス2011」（菊地夏、広瀬陽子担当）、13日（土）は「お盆!」（野上峰、田口千恵子担当）、14日（日）は「アニメdeトーク」（小谷大輔、みっちょん担当）、15日（月）は「なばステ百物語」（湯浅円、瀬岡容子担当）。
  - 9月2日 - 台風12号により名張市内及び伊賀市青山地区各所では被害が発生する程の風雨に曝された。これに伴い20時から通常番組の放送を中止し、緊急特別生放送番組（ナビゲーターは野上峰）に切り替わった。名張市と協定を締結後、初めての災害時緊急放送となったが、この番組は翌3日の午前11時まで計15時間に渡って放送された[注 4]。またラジオだけでなくアドバンスコープテレビとの連動での放送となった。新たな情報が入ると随時番組内で紹介され、災害時の緊急放送としてその機能を発揮した。
  - 10月1日 - 「カジュアルにクラシック」の番組更新はそれまでは第2金曜日だったのだが、10月24日ADSホールで開催されるロシア国立サンクトペテルブルク・アカデミーバレエ団の「白鳥の湖」公演に合わせた番組内容で、月始めの金曜日のこの日に更新された。
  - 11月4日 - 「カジュアルにクラシック」の番組更新が、この日より第1及び第3金曜日の月2回の更新に変更した。
  - 11月13日 - 前日（12日）から開催されていた隠（なばり）街道市に合わせて、「めっちゃ Sunday」が「隠街道市特別番組」（11:00 - 17:00）に変更。ナビゲーターは本社スタジオから野上峰が、中継担当としてガス展（名張近鉄ガス主催）会場特設スタジオより小谷大輔が、街道市会場の旧町内からみっちょんが出演。
- 2012年（平成24年）
  - 2月 - 「FMなばり応援プロジェクト」として、第5回美し国三重市町対抗駅伝（2月19日開催）に出場する「チーム名張」の応援のために代表選手達の声を紹介。
  - 3月4日 - この日開催された第7回初瀬街道まつりに合わせて、「めっちゃ Sunday」（11:00 - 17:00）が一部変更。ナビゲーターは本社スタジオから小谷大輔が、会場内特設ブースより野上峰が、中継担当としてみっちょんが出演。またイベントの司会を担当した森本順子が特別出演した。
  - 4月1日 - 番組改編を実施。なばステ制作番組に関しては、長時間の番組が無くなり最長で3時間半に。お昼の番組は月・金曜が復活し、番組開始時間が従来より30分前にスライド。夕方の番組の開始時間は16時で固定され、金曜日を除き終了時間が従来よりも10分早くなった。またミュージックバードのコミュニティFM向け専用配信番組[注 5]が5年9か月ぶりに復活。小谷大輔、瀬岡容子がなばステ、アドバンスコープアナウンサーを卒業。みっちょんがなばステを卒業[注 6]。湯浅円がアドバンスコープアナウンサー専任に。広瀬陽子がなばステナビゲーター専任に。ナビゲーターとして2年2か月ぶりに河原志穂が、3年9ヶ月ぶりに西本ケンジロウ[注 2]が復帰し、新しく福士幹朗、北山ヒロト、大内康弘、四方香菜が加わる。
  - 4月14日 - この日開催された第17回「名張桜まつり」に合わせて、「お出かけ!サタデー」の番組名が「桜まつりにお出かけ!サタデー」となるなど番組の一部が変更。会場駐車場の状況や交通情報と共に、桜まつり会場の名張中央公園から午前はスタッフ、午後は田口知恵子の中継が随時入り、初代名張市観光大使に就任したばかりの桂三弥も出演した。
  - 5月17日 - この日からアドバンスコープADSホール内に設置されたサテライトスタジオの運用を開始。13時半から開局記念式典が開催（司会は河原志穂）され、開局を記念してこの日一日は番組編成が変更、14時から開局特別番組が放送された。
  - 6月1日 - テレビ番組の改編に伴い担当ナビゲーターの変更が発生。林哲也がなばステナビゲーター専任に。
  - 7月8日 - 「高校球児応援プロジェクト」として第94回全国高等学校野球選手権三重大会に出場する名張・青山地区にある学校（名張、日生第一（現・桜丘）、名張桔梗丘、名張西、近大高専）の球児達とマネージャー、監督の声を紹介（7月12日まで）。
  - 8月2日 - アドバンスコープADSホール内のサテライトスタジオの空調設備工事が完了。
  - 8月21日 - この日より夏休み特別企画「Hey!Say!ナビゲーター」が計5回に渡って放送された。地域ナビゲーターが担当する番組（火・水・木の「なばす亭」及び土・日の「情報処。喫茶なばり」[注 7]）の中に専用コーナーを設けて市内在住の小学生達がDJとなってトークやインタビューをするというもの。昨年夏に続いて2度目の出演者もいた。
  - 8月30日 -「なるほど!NABARI」（ナビゲーターは大内康弘）内に於いて、第33回三重県高校サッカー選抜大会で優勝した名張桔梗丘高校サッカー部の監督、キャプテン、マネージャーに同校OBの桂三弥がインタビューし、その模様が生中継された。
  - 9月22日 - 中継車が導入され、スタジオ以外の場所から放送可能となった[注 8]。中継車のお披露目が、この日の「とれたて名張交流館」（愛称「とれなば」）横のコミュニティ広場で行われたアドバンスコープ開局20周年記念イベント第1弾の公開生中継番組「お出かけ!公開放送」（13:00 - 14:00 ナビゲーターは森本順子、桂三弥）で行われた。ゲストに名張市長の亀井利克を迎え、防災に関するトークが繰り広げられた。
  - 9月30日 - 台風17号により名張市及び伊賀市青山地区は激しい風雨にさらされた。これに伴い16時から通常番組の放送を中止し、16時台に名張市危機管理室から台風に関する緊急放送が送信され、また直前の番組の担当をしていた福士幹朗により18時まで随時河川の状況や交通情報等が伝えられた。18時からは田口知恵子による緊急特別放送が開始。その頃にはピークを過ぎた強い風雨が収まりつつある状況ではあったが、河川の水位変化や時間経過と共に次第に判明した市内各所の被害状況を20時まで伝えた。
  - 10月7日 - 10月12日 「高校サッカー応援プロジェクト」として、13日から始まる第91回全国高等学校サッカー選手権大会三重県予選に出場する伊賀管内の学校（上野、名張、名張桔梗丘、名張西、伊賀白鳳、近大高専）の選手達・マネージャー・監督の声と、地元出身のセレッソ大阪の山口螢選手から寄せられた選手達への激励の言葉を紹介。なお、試合当日の13日及び20日に再放送された。
  - 10月20日 - 前日19日より開催された近大高専名張祭の会場にて、この日「お出かけ!近大高専名張祭」（ナビゲーターは四方香奈）が収録され、22時（再放送は21日8時及び12時）から1時間放送された。これに伴い番組の一部が変更。「お出かけ!サタデー」は、四方香菜が会場から戻るまで田口知恵子が担当。また「Lala Salama Mpya〜ららさらまんぴゃ〜」は該当時間の再放送が無くなり、ミュージックバードの配信番組「サテライトボイス in お台場　ODAIBA RAINBOW STATION」「おはようサンデー」は該当時間を省いた1時間の配信となった。
  - 10月21日 - 第7回B-1グランプリが開催された北九州市に赴いた河原志穂が「情報処。喫茶なばり」「お出かけ!サンデー」に電話リポート。会場の様子や名張牛汁の状況を伝えた。
  - 10月25日 - 「なばす亭」（ナビゲーターは西本ケンジロウ、田口知恵子）の番組内に於いて、この日「本祭」を迎えた上野天神祭の会場から桂三弥が電話リポート。会場を訪れていた人へのインタビューや会場の様子が伝えられた。
  - 10月27日 - この日行われた「第8回ふれあいフェスタin青山」に於いてアドバンスコープ開局20周年記念イベント第2弾の公開収録[注 9] が会場の青山ハーモニー・フォレストにて行われ、イベントの司会を担当した野上峰と桂三弥が「お出かけ!サタデー」（ナビゲーターは四方香菜）内の電話中継に登場。
  - 11月10日 - この日から開催された「とれたて!なばり2012」に合わせて「お出かけ!サタデー」が「お出かけ!とれたて!なばり2012」になり、名張市役所市民広場から公開生中継番組に。ナビゲーターは四方香菜と田口知恵子の二人。
  - 11月11日 - 前日（10日）から開催されていた隠街道市に合わせてこの日「お出かけ!サンデー」が「お出かけ!街道市」になり、上本町サンロードから公開生中継番組に。ナビゲーターは福士幹朗と山村典子の二人。
  - 12月2日 - 「情報処。喫茶なばり」（ナビゲーターは野上峰）がこの日開催された「伊賀オーガニックフェスタ2012冬」の会場となった武道交流館いきいきから公開生中継番組になり、番組名を「情報処。喫茶なばり〜伊賀オーガニックフェスタへようこそ〜」に変更。
  - 12月15日 - この日アスピア（名張産業振興センター）で開催されたアドバンスコープ開局20周年記念イベント第3弾「ケーブルテレビフェスタ」に合わせて、「お出かけ!サタデー」が「お出かけ!ケーブルテレビフェスタ」に変更。四方香菜と田口知恵子をナビゲーターとしてアスピア屋外駐車場から公開生中継放送された。番組には当日のイベント司会を担当した桂三弥、119団アンシンダーショーのMCを担当した河原志穂、イベント責任者で以前番組を担当した事もあるたまちゃん（T・元マネージャー）が登場。
- 2013年（平成25年）
  - 1月20日 - フットサルエリア名張（名張市西原町2628-1）で開催されたアドバンスコープ開局20周年記念イベント第4弾「第1回 U-9フットサル大会」に合わせて、「お出かけ!サンデー」が「お出かけ!サンデー出張版」に変更。福士幹朗と山村典子をナビゲーターとして会場から公開生中継放送された。
  - 2月5日 - この日アスピアで開催されたアドバンスコープ開局20周年特別講演会に合わせて「なばす亭」がアスピア屋外駐車場から公開生中継放送。ナビゲーターは西本ケンジロウと田口知恵子。講演会は第1部がウェブデザイナー・田中良治の講演「インターネットビジネス20年の変遷とソーシャルメディアのビジネス活用」、第2部が脳科学者・澤口俊之の記念講演「企業・組織の指導者が伸ばすべき脳力」。司会は森本順子。講演前の澤口に田口知恵子がインタビューした内容が紹介された。
  - 2月11日 - 第6回美し国三重市町対抗駅伝（2月17日開催）に出場する「チーム名張」の応援のために代表選手達及び監督の声を紹介（16日まで）。
  - 2月15日 - 再放送番組が続いていた「SKE48放課後倶楽部」に代わり、この日から「正昭と弓子のハッピー歌の宅配便」の再放送が始まった。
  - 7月 - 番組改編。まず1日から「ばりっこ放送局」が月曜のお昼にも登場し、夕方の番組で再放送されるようになった。また同日から「菊地夏のENDLESS SUMMER」が1時間番組に拡大された。16日からは、平日朝の番組が「Morning Radio 83.5」に、平日お昼の番組が「ほっと。すて〜しょ〜ん 83.5」に、平日夕方の番組が「Evening Station 83.5」に統一変更された。また土日の午前の番組が「情報処。ちゃ〜みせ 83.5」、土曜の午後の番組が「サタデーGoing!!!」、日曜午後の番組が「サンデーGoing!!!」に名称変更された。「ほっと。すて〜しょ〜ん 83.5」の一部に新たにナビゲーターが加わったが、基本的に各番組のナビゲーターは前番組から引き継ぐ形で据え置かれた。また自社制作番組の配信回数を増やした事により、MUSIC BIRDの配信番組の一部の配信が終了[注 10] した。
  - 7月2日 - 「高校球児応援プロジェクト」がこの日より開始。今回は対象校を第95回全国高等学校野球選手権三重大会に出場する伊賀地区全ての8校（2日は近大高専、3日は日生第一（現 桜丘）、4日はあけぼの学園、5日は伊賀白鳳、8日は上野、9日は名張、10日は名張桔梗丘、11日は名張西）に拡大。球児達の声とマネージャー、監督の声を紹介（7月11日まで）。
  - 7月27日 - この日開催された名張川納涼花火大会に合わせて番組が一部変更になった。18時からは「桂三弥の出前寄席」の2席目の再放送が入り、18時30分からはアドバンスコープ本社内スタジオから「花火大会直前特番」（番組名は不明。ナビゲーターは田口知恵子）が1時間生放送。19時30分からは大会本部から「名張川納涼花火大会特番」（ナビゲーターは齋藤めぐみと河原志穂[注 11]）が2時間生放送。更に続いて本社スタジオから「花火大会直後特番」（番組名は不明。ナビゲーターは田口知恵子）が22時8分まで生放送され、交通情報や規制情報が伝えられた。以後は通常のタイムテーブル通り。
  - 8月13日 - お盆期間の3日間、午前7時から午後7時まで、通常生放送番組は休止して土曜及び日曜仕様の特番態勢に変更。朝の「Morning Radio 83.5」は休み、本社スタジオから「情報処。ちゃ〜みせ 83.5・ホリデースペシャル」（10:00 - 12:00、ナビゲーターは3日間共に西本ケンジロウ）、ADSホールサテライトスタジオから「ホリデーGoing!!!」（13:00 - 15:50、ナビゲーターは13日が森本順子、14日は中西則善、15日は大内康弘）の生放送番組がOAされた。通常7時までの1時間配信の「Morning Community」（パーソナリティ：谷沢正樹）がフル配信になり、8時からは「リメンバーミュージック（邦楽）」、9時から「リメンバーミュージック（洋楽）」がOA。その他の時間は自社制作の収録番組がOAされた。
  - 9月16日 - 敬老の日を迎え、この日は休日仕様の番組編成となった。具体的には、通常7時までの1時間配信の「Morning Community」（パーソナリティ：谷沢正樹）がフル配信になり、8時からは「リメンバーミュージック（邦楽）」、9時から「リメンバーミュージック（洋楽）」がOA。10時からは自社制作番組が放送され、10時から「菊地夏のENDLESS SUMMER」の再放送が、11時からは本社スタジオから生放送で「情報処。ちゃ〜みせ 83.5ホリデースペシャル」（ナビゲーター：田口知恵子）が、13時からは本社スタジオから生放送で「ちえこのビッグショウ」が、14時からは「元気の素本舗」が、14時20分からは本社スタジオから生放送で「Holiday Going!!!」（ナビゲーター：北山ヒロト）が、17時からは「菊地夏のENDLESS SUMMER」の再放送が、18時からは「桂三弥の出前寄席」の再放送が、18時30分からは「元気の素本舗」の再放送がOAされた（18時50分からは通常番組に）。名張では、大型の台風18号の影響により前日（15日）から激しい風雨に曝されたが、前日夜から配信番組を一部中断して交通情報などの速報がスタッフにより放送された。この日も随時情報が放送されたが、今回は災害特別番組が編成される事はなかった。
  - 10月 - 11月にかけて大規模な番組改編が実施された。具体的な内容は以下の通り。中西則善、広瀬陽子、福士幹朗、桂三弥、西本ケンジロウの卒業。「桂三弥の出前寄席」の終了。柚木伸介が2年3ヶ月ぶりに復帰。足立淑絵、廣川陽子、田中愛、木坂浩三、玉川恵が新加入。
  - 11月1日 - 10月23日に配信限定曲としてリリース（当時、現在はCD化。詳細は該当項を参照）された平井堅の「桔梗が丘」を「ほっと。すて〜しょ〜ん 83.5」内でパワープレイ開始。彼の故郷・桔梗が丘の街にこの曲が流れる事に。更に平井堅本人からのメッセージも寄せられ同時に流れる事になった。
  - 11月30日 - この日から2日間に渡り開催された「圏際・食彩・文化祭 ご当地グルメでまちおこし in NABARI」に合わせて特番態勢になった（詳細は「終了した番組」の項目を参照）。B級グルメ会場となった朝日公園でのステージでは柚木伸介と河原志穂が2日間会場MCを担当。また同時に開催された「三重の魅力・名張元気フェア」の会場となる名張市役所市民広場では初日を桂三弥が、2日目を森本順子が会場MCを担当。更に主要幹線道にスタッフを配置し番組内で随時交通情報を伝える等、なばステの関係者の多くがこの特番に参加した。
- 2014年（平成26年）
  - 3月1日 - この日から「伊賀風土記」[注 12] 放送開始に伴い、「ほっと。すて〜しょ〜ん 83.5」の放送時間が30分短縮、一部収録番組の放送曜日及び時間が変更になった。
  - 3月31日 - この日生放送された「ちえこのビッグショー」が4月3日から翌年3月まで[7]、ミュージックバードを介して全国のコミュニティFMに配信された。なばステの番組にとって初めての全国配信になった[注 13]。
  - 4月12日 - この日開催された第19回「名張桜まつり[注 14]」に合わせて、「サタデーGoing!!!」の番組名が「桜まつりにお出かけ!サタデー」になる等、番組の一部が変更。会場駐車場の状況や交通情報と共に、桜まつり会場の名張中央公園から四方香菜と田口知恵子が13時から15時30分まで生放送。
  - 5月12日 - 伊賀市文化会館さまざまホールで25日にライブを開催するアニソンBIG3の1人である水木一郎に単独インタビューした様子がこの日より放送開始される（聞き手は三木智史）。
  - 5月24日 - この日から2日間アスピアで開催された名張近鉄ガス主催「プレミアムフェスタ2014」に合わせて、「サタデーGoing!!!」が「プレミアムフェスタにお出かけ!サタデー」に変更。四方香菜と田口知恵子をナビゲーターとしてアスピア屋外駐車場から公開生中継放送された（15時30分まで）。
  - 7月1日 - この日より第96回全国高等学校野球選手権三重大会に出場する伊賀地区全ての8校（名張桔梗丘、日生第一（現 桜丘）、伊賀白鳳、あけぼの学園、名張、近大高専、上野、名張西）の球児達の声とマネージャー、監督の声を紹介（7月10日まで）。
  - 7月26日 - この日開催された名張川納涼花火大会に合わせて番組が一部変更になった。18時30分からアドバンスコープ本社内スタジオから「花火大会直前特番」（番組名は不明。ナビゲーターは田口知恵子）が1時間生放送。19時30分から「名張川納涼花火大会特番」（ナビゲーターは河原志穂とみっちょん）が生放送され、交通情報や規制情報が伝えられた。
  - 9月 - 10月にかけて大規模な番組改編が実施された。具体的な内容は以下の通り。山村典子、玉川恵、後藤明子、木坂浩三の卒業。「Lala Salama」シリーズの終了。吉田理沙が5年ぶりに復帰。山本隆詞、高橋りさ、森嗣美、中橋舞が新加入。
- 2015年（平成27年）
  - 1月17日 - 阪神間コミュニティFM4局（FM aiai、エフエムいたみ、さくらFM、エフエム宝塚）制作による特別生放送番組「阪神淡路大震災から20年 -いま私たちにできること-」を再構成した録音番組をFMなばりでも放送（15:30 - 16:00）。このため「サタデーGoing!!!」は30分短縮された[注 15]。
  - 2月7日 - この日アスピアで開催された「ケーブルテレビフェスタ〜こどもまつり〜」に合わせて、「情報処。ちゃ〜みせ 83.5」がアスピア屋外駐車場から公開生中継放送された。
  - 4月 - 小規模な番組改編が実施され、一部番組担当者の担当曜日が変更し、柚木伸介がアドバンスコープアナウンサー専任となった。「伊賀風土記」が終了。
  - 4月18日 - この日快晴の空の下開催された第20回「名張桜まつり[注 16]」に合わせて、「情報処。ちゃ〜みせ 83.5」の番組名が「桜花乱舞・名張桜まつり公開特別番組」となる。会場駐車場の状況や交通情報と共に、桜まつり会場の名張中央公園から田中愛と田口知恵子が10時から12時まで生放送した。
  - 5月30日 - この日から2日間にわたりアスピアで開催された名張近鉄ガス主催「くらしのリフォーム相談会」に合わせて、「情報処。ちゃ〜みせ 83.5」が「くらしのリフォーム相談会にお出かけ!サタデー」及び「くらしのリフォーム相談会にお出かけ!サンデー」に番組名を変更。さらに「サタデーGoing!!!」「サンデーGoing!!!」も含めた4つの生放送番組が、アスピア屋外駐車場に設置された特設ブースから公開放送された。
  - 6月29日 - この日より第97回全国高等学校野球選手権三重大会に出場する伊賀地区全ての8校（名張桔梗丘、桜丘、伊賀白鳳、あけぼの学園、名張、近大高専、上野、名張西）の球児達と監督の声を紹介[注 17]（7月8日まで）。
  - 7月25日 - この日開催された名張川納涼花火大会に合わせて番組が一部変更になった。18時30分からアドバンスコープ本社内スタジオから「花火大会直前特番」（番組名は不明。ナビゲーターは田口知恵子）が1時間生放送。19時30分からは大会本部MCを務めた河原志穂とみっちょんの声をそのまま用いた「名張川納涼花火大会特番」が生放送。花火大会終了後21時8分より再び本社スタジオからの生放送特番「お家に帰るまでがお祭りでーす」（ナビゲーターは田口知恵子）が22時まで放送された[注 18]。
  - 8月13日 - お盆期間の内、木曜金曜に当たる2日間は午前7時から午後7時まで通常生放送番組は休止し、土曜及び日曜仕様の特番態勢に変更。具体的な内容は以下の通り。朝の「Morning Radio 83.5」は休み、本社スタジオから「情報処。ちゃ〜みせ 83.5・ホリデースペシャル」（11:00 - 13:00、ナビゲーターは13日が中橋舞、14日は廣川陽子）、「ホリデーGoing!!!」（14:15 - 17:00、ナビゲーターは13日が大内康弘、14日は夏木唯子）の生放送番組がOA。通常7時までの1時間配信の「Morning Community」（パーソナリティ：川久保秀一）がフル配信になり、8時からは「リメンバーミュージック（邦楽）」、9時から「リメンバーミュージック（洋楽）」がOA（13日は10時まで、14日は10時30分まで）。該当する時間内のその他の時間は自社制作の収録番組がOA。尚、15日は通常の土曜日、16日は通常の日曜日の番組編成でOAされたが、『サタデーGoing!!!』は本社から放送した[8]。
  - 8月30日 - この日の「サンデーGoing!!!」（ナビゲーターは田中愛）を以ってADSサテライトスタジオの運用を終了（3年3ヶ月間）。
  - 9月11日 - 機器メンテナンスのため21時から翌日7時まで、放送予定番組の一部に変更が発生した。
  - 9月18日 - 11時より名張市箕曲中村にあるブックスアルデ横に設置されたサテライトスタジオの運用を開始。11時からの開局特別番組「なばステ！Nuevo！83.5〜新スタジオ始めてみました〜」のナビゲーターは廣川陽子と野上峰[注 19]（リポーターは森嗣美）が担当した[注 20]。
  - 10月 - 大幅な番組改編が実施された。具体的内容は以下の通り。平日昼の番組が10時からの開始になり16時までの6時間生放送に変更。この結果、朝7時から夜7時まで12時間に渡って生放送番組が繋がる形になった。土日朝の番組が10時から13時までの3時間生放送に変更。平日20時から21時までのMUSIC BIRD配信番組の終了。ナビゲーターでは大内康弘、夏木唯子、山本隆詞らが卒業。柚木伸介が半年ぶりに復帰。中山瑞穂、森永紀子、五十嵐愛生、秋山理恵[注 21]、金原愛子らが加入。
- 2016年（平成28年）
  - 2月1日 - ミュージックバードの番組が「おはようサタデー」「おはようサンデー」を除き、インターネットでの聴取が一切出来なくなった。これは著作権法に抵触する恐れがあり、音楽以外の音声のみ放送する体制をとることになったためである。この懸念は自社番組にまで及び、音楽のかかる時間帯はネット放送できないという注意まで掲げられた。これで14か月もの間、ネットではニュースと天気情報しか聞けなくなっていた。
  - 3月11日 - 東日本大震災から5年を迎えたこの日、被災地域にある臨時災害FM局、コミュニティ放送局11局による東日本臨災FMネットワークが制作した番組「ラジオから伝えたい想い」（パーソナリティ：高橋幸枝（H@!FM））を15時から16時まで放送した。これにより、自社制作生放送番組「ほっと。すて〜しょ〜ん 83.5＋」（ナビゲーター：森嗣美、森永紀子）が通常より1時間15分短くなり14時45分に終了。地震発生時の14時46分に時報を流した後50分まで音楽が流れた。
  - 4月3日 - 新年度より伊賀FCくノ一のホームゲームの日限定で「伊賀FCくノ一を応援!公開生放送」の放送が開始。初回の4月3日（第2節・INAC神戸レオネッサ戦）のみ実況は河原志穂が担当。17日（第4節・岡山湯郷Belle戦）以後は林哲也が3年ぶりになばステに再登場して実況を担当。伊賀FCくノ一OGの山口絢子と吉澤ひかりをゲストに招き、上野運動競技場から3時間の生放送を実施した。
  - 4月24日 - 開局10年を迎えた。この日の「サンデーGoing!!!」（ナビゲーター：田中愛）には、普段リポーター担当の中山瑞穂に加え、ゲストとして田口知恵子が参加し、開局以降のなばステの歴史をエピソードを交えて振り返った。
- 2017年（平成29年）4月1日 - JCBAインターネットサイマルラジオへの加入のため、21:00（土日は22:00）～翌7:00の時間帯は自社放送を休止。それ以外はミュージックバードからの配信、およびおはようサタデーとおはようサンデーだけになっている。加入のため全世界からの聴取が可能になり、ナビゲーターもそれを祝うコメントを出した。これで全番組がネットで聴取できるようになった。
- 2018年（平成30年）- 3月31日付[9] で放送局名がads.FMへ変更。
- 2019年（平成31年/令和元年） - 番組表がhtml形式に変更された。それまでは開局から一貫してpdf表示であった。
- 2020年（令和2年） - JCBAインターネットサイマルラジオから脱退し、生放送番組のみをYouTubeで配信する。番組表もpdf表示に戻している。ただし、2020年7月以降はアフタヌーンパラダイスを含む一部の番組のみミュージックバードの再送信である。

### 内容
2021年現在は7:00 - 19:00までの12時間放送で、19:00 - 翌7:00は放送を休止している。「盆休み編成」のように、休暇用の特別な番組編成を組むことがある。

#### 2024年からのレギュラー番組
|                                |                              | 月曜日 | 火曜日 | 水曜日 | 木曜日 | 金曜日 | 土曜日                                  | 日曜日                         |
| 7                              | 7:00 - 9:00                  | （生放送）morning catch （月）北山ヒロト（火・水）河原志穂（木・金）三木智史                                                          | （生放送）morning catch （月）北山ヒロト（火・水）河原志穂（木・金）三木智史                                                          | （生放送）morning catch （月）北山ヒロト（火・水）河原志穂（木・金）三木智史                                                          | （生放送）morning catch （月）北山ヒロト（火・水）河原志穂（木・金）三木智史                                                          | （生放送）morning catch （月）北山ヒロト（火・水）河原志穂（木・金）三木智史                                                          | おはようサタデー                        | おはようサンデー               |
| 8                              | 8:00 - 9:00                  | （生放送）morning catch （月）北山ヒロト（火・水）河原志穂（木・金）三木智史                                                          | （生放送）morning catch （月）北山ヒロト（火・水）河原志穂（木・金）三木智史                                                          | （生放送）morning catch （月）北山ヒロト（火・水）河原志穂（木・金）三木智史                                                          | （生放送）morning catch （月）北山ヒロト（火・水）河原志穂（木・金）三木智史                                                          | （生放送）morning catch （月）北山ヒロト（火・水）河原志穂（木・金）三木智史                                                          | おはようサタデー                        | おはようサンデー               |
| 9                              | 9:00 - 9:10                  | 竹田京右の Live Music | メディ★ナバ | 図書館だより | 歌の散歩道 正昭がゆく | 有薗弓子の ほっとソングタイム | みえ4局ご当地ナビ                       | みえ4局ご当地ナビ              |
| 9                              | 9:10 - 9:20                  | 竹田京右の Live Music | 図書館だより | School Diary | 歌の散歩道 正昭がゆく | 有薗弓子の ほっとソングタイム | みえ4局ご当地ナビ                       | みえ4局ご当地ナビ              |
| 9                              | 9:20 - 9:30                  | うちの天使 | うちの天使 | うちの天使 | うちの天使 | うちの天使 | みえ4局ご当地ナビ                       | みえ4局ご当地ナビ              |
| 9                              | 9:30 - 9:35                  | 知りたい! みんなの県政 | 警察署だより （交通） | メディ★ナバ | 名張市物産振興会 | 名張市物産振興会 | 全力!少年少女                           | 全力!少年少女                  |
| 9                              | 9:35 - 9:40                  | 知りたい! みんなの県政 | パワープレイ | メディ★ナバ | 名張市物産振興会 | 名張市物産振興会 | 全力!少年少女                           | 全力!少年少女                  |
| 9                              | 9:40 - 9:45                  | 知りたい! みんなの県政 | じんちゃんの古民家バンザイ! | 警察署だより （生安） | 警察署だより （交通） | アサネット倶楽部 | じんちゃんの古民家バンザイ!             | アサネット倶楽部               |
| 9                              | 9:45 - 9:50                  | 知りたい! みんなの県政 | じんちゃんの古民家バンザイ! | パワープレイ | パワープレイ | アサネット倶楽部 | じんちゃんの古民家バンザイ!             | アサネット倶楽部               |
| 9                              | 9:50 - 10:00                 | 全力!少年少女 | 全力!少年少女 | 全力!少年少女 | 全力!少年少女 | 全力!少年少女 | 名張市物産振興会                        | School Diary                   |
| 10                             | 10:00 - 10:30                | リメンバー・ミュージック（洋楽90年代・洋楽2000年代）                                                                                  | リメンバー・ミュージック（洋楽90年代・洋楽2000年代）                                                                                  | リメンバー・ミュージック（洋楽90年代・洋楽2000年代）                                                                                  | リメンバー・ミュージック（洋楽90年代・洋楽2000年代）                                                                                  | リメンバー・ミュージック（洋楽90年代・洋楽2000年代）                                                                                  | カジュアルにクラシック                  | あにチューン                   |
| 10                             | 10:30 - 10:50                | リメンバー・ミュージック（洋楽90年代・洋楽2000年代）                                                                                  | リメンバー・ミュージック（洋楽90年代・洋楽2000年代）                                                                                  | リメンバー・ミュージック（洋楽90年代・洋楽2000年代）                                                                                  | リメンバー・ミュージック（洋楽90年代・洋楽2000年代）                                                                                  | リメンバー・ミュージック（洋楽90年代・洋楽2000年代）                                                                                  | カジュアルにクラシック                  | 知りたい!みんなの県政          |
| 10                             | 10:50 - 11:00                | リメンバー・ミュージック（洋楽90年代・洋楽2000年代）                                                                                  | リメンバー・ミュージック（洋楽90年代・洋楽2000年代）                                                                                  | リメンバー・ミュージック（洋楽90年代・洋楽2000年代）                                                                                  | リメンバー・ミュージック（洋楽90年代・洋楽2000年代）                                                                                  | リメンバー・ミュージック（洋楽90年代・洋楽2000年代）                                                                                  | カジュアルにクラシック                  | メディ★ナバ                    |
| 11                             | 11:00 - 12:00                | リメンバー・ミュージック（洋楽70年代・80年代）                                                                                        | リメンバー・ミュージック（洋楽70年代・80年代）                                                                                        | リメンバー・ミュージック（洋楽70年代・80年代）                                                                                        | リメンバー・ミュージック（洋楽70年代・80年代）                                                                                        | リメンバー・ミュージック（洋楽70年代・80年代）                                                                                        | Brand-New Saturday                      | ロコラバ-LoCo Lovers-          |
|                                | 12:00 - 12:10                | アサネット倶楽部 | 菊地夏のしょーとES | 竹田京右のLive Music | 知りたい! みんなの県政 | 歌の散歩道 正昭がゆく | おせつときょうたの ラジオにチェックイン | ロコラバ-LoCo Lovers-          |
| 12:10 - 12:15                  | 警察署だより （生安）        | | 菊地夏のしょーとES | 竹田京右のLive Music | 知りたい! みんなの県政 | 歌の散歩道 正昭がゆく | おせつときょうたの ラジオにチェックイン | ロコラバ-LoCo Lovers-          |
| 12:15 - 12:20                  | パワープレイ                 | | 菊地夏のしょーとES | 竹田京右のLive Music | 知りたい! みんなの県政 | 歌の散歩道 正昭がゆく | おせつときょうたの ラジオにチェックイン | ロコラバ-LoCo Lovers-          |
| 12:20 - 12:30                  | うちの天使                   | うちの天使 | うちの天使 | うちの天使 | うちの天使 | | おせつときょうたの ラジオにチェックイン | ロコラバ-LoCo Lovers-          |
| 12:30 - 12:40                  | 菊地夏のしょーとES           | 全力!少年少女 | 全力!少年少女 | 全力!少年少女 | メディ★ナバ | 高嶺のなでしこのアイドル授業中! |                                         | ロコラバ-LoCo Lovers-          |
| 12:40 - 12:50                  | 菊地夏のしょーとES           | アサネット倶楽部 | メディ★ナバ | School Diary | じんちゃんの 古民家バンザイ! | 高嶺のなでしこのアイドル授業中! | イトーとスドーのモノ申し隊!             |                                |
| 12:50 - 12:55                  | School Diary                 | School Diary | 図書館だより | 名張市物産振興会 | 警察署だより （交通） | 高嶺のなでしこのアイドル授業中! | イトーとスドーのモノ申し隊!             |                                |
| 12:55 - 13:00                  | School Diary                 | School Diary | 図書館だより | 名張市物産振興会 | パワープレイ | 高嶺のなでしこのアイドル授業中! | イトーとスドーのモノ申し隊!             |                                |
|                                | 13:00 - 13:20                | 有薗弓子の ほっと ソングタイム | 菊地夏の しょーとES | 有薗弓子の ほっとソングタイム | 竹田京右のLive Music | みえ4局ご当地ナビ | あの頃青春グラフィティ                  | 駒テラスへようこそ             |
| 13:20 - 13:30                  | メディ★ナバ                  | 歌の散歩道 正昭がゆく | 名張市物産振興会 | アサネット倶楽部 | | みえ4局ご当地ナビ | あの頃青春グラフィティ                  | 駒テラスへようこそ             |
| 13:30 - 13:35                  | 名張市物産振興会             | 歌の散歩道 正昭がゆく | 警察署だより （生安） | 図書館だより | 竹田京右の Live Music | | あの頃青春グラフィティ                  | 駒テラスへようこそ             |
| 13:35 - 13:40                  | 名張市物産振興会             | 歌の散歩道 正昭がゆく | パワープレイ | 図書館だより | 竹田京右の Live Music | | あの頃青春グラフィティ                  | 駒テラスへようこそ             |
| 13:40 - 13:45                  | じんちゃんの古民家バンザイ!  | じんちゃんの古民家バンザイ! | 菊地夏のしょーとES | 警察署だより （生安） | 竹田京右の Live Music | | あの頃青春グラフィティ                  | 駒テラスへようこそ             |
| 13:45 - 13:50                  | じんちゃんの古民家バンザイ!  | じんちゃんの古民家バンザイ! | 菊地夏のしょーとES | パワープレイ | 竹田京右の Live Music | | あの頃青春グラフィティ                  | 駒テラスへようこそ             |
| 13:50 - 13:55                  | 図書館だより                 | 警察署だより （交通） | 菊地夏のしょーとES | メディ★ナバ | 図書館だより | | あの頃青春グラフィティ                  | 駒テラスへようこそ             |
| 13:55 - 14:00                  | 図書館だより                 | パワープレイ | 菊地夏のしょーとES | メディ★ナバ | 図書館だより | | あの頃青春グラフィティ                  | 駒テラスへようこそ             |
|                                | 14:00 - 14:20                | 的場流 伝説のロック!魂のジャズ! | カジュアルにクラシック | 歌の散歩道 正昭がゆく | 的場流 伝説のロック!魂のジャズ! | カジュアルにクラシック | あにチューン                            | カジュアルにクラシック         |
| 14:20 - 14:25                  | 警察署だより （交通）        | 的場流 伝説のロック!魂のジャズ! | カジュアルにクラシック | | 的場流 伝説のロック!魂のジャズ! | カジュアルにクラシック | あにチューン                            | カジュアルにクラシック         |
| 14:25 - 14:30                  | パワープレイ                 | 的場流 伝説のロック!魂のジャズ! | カジュアルにクラシック | | 的場流 伝説のロック!魂のジャズ! | カジュアルにクラシック | あにチューン                            | カジュアルにクラシック         |
| 14:30 - 14:40                  | アサネット倶楽部             | 的場流 伝説のロック!魂のジャズ! | カジュアルにクラシック | 竹田京右のLive Music | 的場流 伝説のロック!魂のジャズ! | カジュアルにクラシック |                                         | カジュアルにクラシック         |
| 14:40 - 14:50                  | School Diary                 | 的場流 伝説のロック!魂のジャズ! | カジュアルにクラシック | 竹田京右のLive Music | 的場流 伝説のロック!魂のジャズ! | カジュアルにクラシック |                                         | カジュアルにクラシック         |
| 14:50 - 15:00                  | じんちゃんの 古民家バンザイ! | 的場流 伝説のロック!魂のジャズ! | カジュアルにクラシック | 図書館だより | 的場流 伝説のロック!魂のジャズ! | カジュアルにクラシック |                                         | カジュアルにクラシック         |
| 15                             | 15:00 - 15:20                | （生放送）つなげるラジオ835 - ads.channnelと同時放送 （月）木谷悠之介 （火）みっちょん （水）金原愛子 （木）北山ヒロト （金）越智綺音 | （生放送）つなげるラジオ835 - ads.channnelと同時放送 （月）木谷悠之介 （火）みっちょん （水）金原愛子 （木）北山ヒロト （金）越智綺音 | （生放送）つなげるラジオ835 - ads.channnelと同時放送 （月）木谷悠之介 （火）みっちょん （水）金原愛子 （木）北山ヒロト （金）越智綺音 | （生放送）つなげるラジオ835 - ads.channnelと同時放送 （月）木谷悠之介 （火）みっちょん （水）金原愛子 （木）北山ヒロト （金）越智綺音 | （生放送）つなげるラジオ835 - ads.channnelと同時放送 （月）木谷悠之介 （火）みっちょん （水）金原愛子 （木）北山ヒロト （金）越智綺音 | 歌の散歩道 正昭がゆく                   | あにチューン                   |
| 15                             | 15:20 - 15:25                | （生放送）つなげるラジオ835 - ads.channnelと同時放送 （月）木谷悠之介 （火）みっちょん （水）金原愛子 （木）北山ヒロト （金）越智綺音 | （生放送）つなげるラジオ835 - ads.channnelと同時放送 （月）木谷悠之介 （火）みっちょん （水）金原愛子 （木）北山ヒロト （金）越智綺音 | （生放送）つなげるラジオ835 - ads.channnelと同時放送 （月）木谷悠之介 （火）みっちょん （水）金原愛子 （木）北山ヒロト （金）越智綺音 | （生放送）つなげるラジオ835 - ads.channnelと同時放送 （月）木谷悠之介 （火）みっちょん （水）金原愛子 （木）北山ヒロト （金）越智綺音 | （生放送）つなげるラジオ835 - ads.channnelと同時放送 （月）木谷悠之介 （火）みっちょん （水）金原愛子 （木）北山ヒロト （金）越智綺音 | 警察署だより（生安）                    | あにチューン                   |
| 15                             | 15:25 - 15:30                | （生放送）つなげるラジオ835 - ads.channnelと同時放送 （月）木谷悠之介 （火）みっちょん （水）金原愛子 （木）北山ヒロト （金）越智綺音 | （生放送）つなげるラジオ835 - ads.channnelと同時放送 （月）木谷悠之介 （火）みっちょん （水）金原愛子 （木）北山ヒロト （金）越智綺音 | （生放送）つなげるラジオ835 - ads.channnelと同時放送 （月）木谷悠之介 （火）みっちょん （水）金原愛子 （木）北山ヒロト （金）越智綺音 | （生放送）つなげるラジオ835 - ads.channnelと同時放送 （月）木谷悠之介 （火）みっちょん （水）金原愛子 （木）北山ヒロト （金）越智綺音 | （生放送）つなげるラジオ835 - ads.channnelと同時放送 （月）木谷悠之介 （火）みっちょん （水）金原愛子 （木）北山ヒロト （金）越智綺音 | パワープレイ                            | あにチューン                   |
| 15                             | 15:30 - 15:40                | （生放送）つなげるラジオ835 - ads.channnelと同時放送 （月）木谷悠之介 （火）みっちょん （水）金原愛子 （木）北山ヒロト （金）越智綺音 | （生放送）つなげるラジオ835 - ads.channnelと同時放送 （月）木谷悠之介 （火）みっちょん （水）金原愛子 （木）北山ヒロト （金）越智綺音 | （生放送）つなげるラジオ835 - ads.channnelと同時放送 （月）木谷悠之介 （火）みっちょん （水）金原愛子 （木）北山ヒロト （金）越智綺音 | （生放送）つなげるラジオ835 - ads.channnelと同時放送 （月）木谷悠之介 （火）みっちょん （水）金原愛子 （木）北山ヒロト （金）越智綺音 | （生放送）つなげるラジオ835 - ads.channnelと同時放送 （月）木谷悠之介 （火）みっちょん （水）金原愛子 （木）北山ヒロト （金）越智綺音 | アサネット倶楽部                        | みえ4局ご当地ナビ              |
| 15                             | 15:40 - 16:00                | （生放送）つなげるラジオ835 - ads.channnelと同時放送 （月）木谷悠之介 （火）みっちょん （水）金原愛子 （木）北山ヒロト （金）越智綺音 | （生放送）つなげるラジオ835 - ads.channnelと同時放送 （月）木谷悠之介 （火）みっちょん （水）金原愛子 （木）北山ヒロト （金）越智綺音 | （生放送）つなげるラジオ835 - ads.channnelと同時放送 （月）木谷悠之介 （火）みっちょん （水）金原愛子 （木）北山ヒロト （金）越智綺音 | （生放送）つなげるラジオ835 - ads.channnelと同時放送 （月）木谷悠之介 （火）みっちょん （水）金原愛子 （木）北山ヒロト （金）越智綺音 | （生放送）つなげるラジオ835 - ads.channnelと同時放送 （月）木谷悠之介 （火）みっちょん （水）金原愛子 （木）北山ヒロト （金）越智綺音 | 有薗弓子のほっとソングタイム            | みえ4局ご当地ナビ              |
| 16                             | 16:00 - 16:20                | （生放送）つなげるラジオ835 - ads.channnelと同時放送 （月）木谷悠之介 （火）みっちょん （水）金原愛子 （木）北山ヒロト （金）越智綺音 | （生放送）つなげるラジオ835 - ads.channnelと同時放送 （月）木谷悠之介 （火）みっちょん （水）金原愛子 （木）北山ヒロト （金）越智綺音 | （生放送）つなげるラジオ835 - ads.channnelと同時放送 （月）木谷悠之介 （火）みっちょん （水）金原愛子 （木）北山ヒロト （金）越智綺音 | （生放送）つなげるラジオ835 - ads.channnelと同時放送 （月）木谷悠之介 （火）みっちょん （水）金原愛子 （木）北山ヒロト （金）越智綺音 | （生放送）つなげるラジオ835 - ads.channnelと同時放送 （月）木谷悠之介 （火）みっちょん （水）金原愛子 （木）北山ヒロト （金）越智綺音 | 知りたい!みんなの県政                   | 的場流伝説のロック!魂のジャズ! |
| 16                             | 16:20 - 16:30                | （生放送）つなげるラジオ835 - ads.channnelと同時放送 （月）木谷悠之介 （火）みっちょん （水）金原愛子 （木）北山ヒロト （金）越智綺音 | （生放送）つなげるラジオ835 - ads.channnelと同時放送 （月）木谷悠之介 （火）みっちょん （水）金原愛子 （木）北山ヒロト （金）越智綺音 | （生放送）つなげるラジオ835 - ads.channnelと同時放送 （月）木谷悠之介 （火）みっちょん （水）金原愛子 （木）北山ヒロト （金）越智綺音 | （生放送）つなげるラジオ835 - ads.channnelと同時放送 （月）木谷悠之介 （火）みっちょん （水）金原愛子 （木）北山ヒロト （金）越智綺音 | （生放送）つなげるラジオ835 - ads.channnelと同時放送 （月）木谷悠之介 （火）みっちょん （水）金原愛子 （木）北山ヒロト （金）越智綺音 | School Diary                            | 的場流伝説のロック!魂のジャズ! |
| 16                             | 16:30 - 17:00                | （生放送）つなげるラジオ835 - ads.channnelと同時放送 （月）木谷悠之介 （火）みっちょん （水）金原愛子 （木）北山ヒロト （金）越智綺音 | （生放送）つなげるラジオ835 - ads.channnelと同時放送 （月）木谷悠之介 （火）みっちょん （水）金原愛子 （木）北山ヒロト （金）越智綺音 | （生放送）つなげるラジオ835 - ads.channnelと同時放送 （月）木谷悠之介 （火）みっちょん （水）金原愛子 （木）北山ヒロト （金）越智綺音 | （生放送）つなげるラジオ835 - ads.channnelと同時放送 （月）木谷悠之介 （火）みっちょん （水）金原愛子 （木）北山ヒロト （金）越智綺音 | （生放送）つなげるラジオ835 - ads.channnelと同時放送 （月）木谷悠之介 （火）みっちょん （水）金原愛子 （木）北山ヒロト （金）越智綺音 | みえ4局ご当地ナビ                       | 的場流伝説のロック!魂のジャズ! |
| 17                             | 17:00 - 17:20                | （生放送）つなげるラジオ835 - ads.channnelと同時放送 （月）木谷悠之介 （火）みっちょん （水）金原愛子 （木）北山ヒロト （金）越智綺音 | （生放送）つなげるラジオ835 - ads.channnelと同時放送 （月）木谷悠之介 （火）みっちょん （水）金原愛子 （木）北山ヒロト （金）越智綺音 | （生放送）つなげるラジオ835 - ads.channnelと同時放送 （月）木谷悠之介 （火）みっちょん （水）金原愛子 （木）北山ヒロト （金）越智綺音 | （生放送）つなげるラジオ835 - ads.channnelと同時放送 （月）木谷悠之介 （火）みっちょん （水）金原愛子 （木）北山ヒロト （金）越智綺音 | （生放送）つなげるラジオ835 - ads.channnelと同時放送 （月）木谷悠之介 （火）みっちょん （水）金原愛子 （木）北山ヒロト （金）越智綺音 | あにチューン                            | 菊地夏のしょーとES             |
| 17                             | 17:20 - 17:30                | （生放送）つなげるラジオ835 - ads.channnelと同時放送 （月）木谷悠之介 （火）みっちょん （水）金原愛子 （木）北山ヒロト （金）越智綺音 | （生放送）つなげるラジオ835 - ads.channnelと同時放送 （月）木谷悠之介 （火）みっちょん （水）金原愛子 （木）北山ヒロト （金）越智綺音 | （生放送）つなげるラジオ835 - ads.channnelと同時放送 （月）木谷悠之介 （火）みっちょん （水）金原愛子 （木）北山ヒロト （金）越智綺音 | （生放送）つなげるラジオ835 - ads.channnelと同時放送 （月）木谷悠之介 （火）みっちょん （水）金原愛子 （木）北山ヒロト （金）越智綺音 | （生放送）つなげるラジオ835 - ads.channnelと同時放送 （月）木谷悠之介 （火）みっちょん （水）金原愛子 （木）北山ヒロト （金）越智綺音 | あにチューン                            | 全力!少年少女                  |
| 17                             | 17:30 - 17:40                | （生放送）つなげるラジオ835 - ads.channnelと同時放送 （月）木谷悠之介 （火）みっちょん （水）金原愛子 （木）北山ヒロト （金）越智綺音 | （生放送）つなげるラジオ835 - ads.channnelと同時放送 （月）木谷悠之介 （火）みっちょん （水）金原愛子 （木）北山ヒロト （金）越智綺音 | （生放送）つなげるラジオ835 - ads.channnelと同時放送 （月）木谷悠之介 （火）みっちょん （水）金原愛子 （木）北山ヒロト （金）越智綺音 | （生放送）つなげるラジオ835 - ads.channnelと同時放送 （月）木谷悠之介 （火）みっちょん （水）金原愛子 （木）北山ヒロト （金）越智綺音 | （生放送）つなげるラジオ835 - ads.channnelと同時放送 （月）木谷悠之介 （火）みっちょん （水）金原愛子 （木）北山ヒロト （金）越智綺音 | 菊地夏のしょーとES                      | 図書館だより                   |
| 17                             | 17:40 - 17:50                | （生放送）つなげるラジオ835 - ads.channnelと同時放送 （月）木谷悠之介 （火）みっちょん （水）金原愛子 （木）北山ヒロト （金）越智綺音 | （生放送）つなげるラジオ835 - ads.channnelと同時放送 （月）木谷悠之介 （火）みっちょん （水）金原愛子 （木）北山ヒロト （金）越智綺音 | （生放送）つなげるラジオ835 - ads.channnelと同時放送 （月）木谷悠之介 （火）みっちょん （水）金原愛子 （木）北山ヒロト （金）越智綺音 | （生放送）つなげるラジオ835 - ads.channnelと同時放送 （月）木谷悠之介 （火）みっちょん （水）金原愛子 （木）北山ヒロト （金）越智綺音 | （生放送）つなげるラジオ835 - ads.channnelと同時放送 （月）木谷悠之介 （火）みっちょん （水）金原愛子 （木）北山ヒロト （金）越智綺音 | 菊地夏のしょーとES                      | じんちゃんの 古民家バンザイ!   |
| 17                             | 17:50 - 18:00                | （生放送）つなげるラジオ835 - ads.channnelと同時放送 （月）木谷悠之介 （火）みっちょん （水）金原愛子 （木）北山ヒロト （金）越智綺音 | （生放送）つなげるラジオ835 - ads.channnelと同時放送 （月）木谷悠之介 （火）みっちょん （水）金原愛子 （木）北山ヒロト （金）越智綺音 | （生放送）つなげるラジオ835 - ads.channnelと同時放送 （月）木谷悠之介 （火）みっちょん （水）金原愛子 （木）北山ヒロト （金）越智綺音 | （生放送）つなげるラジオ835 - ads.channnelと同時放送 （月）木谷悠之介 （火）みっちょん （水）金原愛子 （木）北山ヒロト （金）越智綺音 | （生放送）つなげるラジオ835 - ads.channnelと同時放送 （月）木谷悠之介 （火）みっちょん （水）金原愛子 （木）北山ヒロト （金）越智綺音 | メディ★ナバ                             | School Diary                   |
| 18                             | 18:00 - 18:20                | （生放送）つなげるラジオ835 - ads.channnelと同時放送 （月）木谷悠之介 （火）みっちょん （水）金原愛子 （木）北山ヒロト （金）越智綺音 | （生放送）つなげるラジオ835 - ads.channnelと同時放送 （月）木谷悠之介 （火）みっちょん （水）金原愛子 （木）北山ヒロト （金）越智綺音 | （生放送）つなげるラジオ835 - ads.channnelと同時放送 （月）木谷悠之介 （火）みっちょん （水）金原愛子 （木）北山ヒロト （金）越智綺音 | （生放送）つなげるラジオ835 - ads.channnelと同時放送 （月）木谷悠之介 （火）みっちょん （水）金原愛子 （木）北山ヒロト （金）越智綺音 | （生放送）つなげるラジオ835 - ads.channnelと同時放送 （月）木谷悠之介 （火）みっちょん （水）金原愛子 （木）北山ヒロト （金）越智綺音 | 的場流 伝説のロック!魂のジャズ!         | 竹田京右の Live Music          |
| 18                             | 18:20 - 18:30                | （生放送）つなげるラジオ835 - ads.channnelと同時放送 （月）木谷悠之介 （火）みっちょん （水）金原愛子 （木）北山ヒロト （金）越智綺音 | （生放送）つなげるラジオ835 - ads.channnelと同時放送 （月）木谷悠之介 （火）みっちょん （水）金原愛子 （木）北山ヒロト （金）越智綺音 | （生放送）つなげるラジオ835 - ads.channnelと同時放送 （月）木谷悠之介 （火）みっちょん （水）金原愛子 （木）北山ヒロト （金）越智綺音 | （生放送）つなげるラジオ835 - ads.channnelと同時放送 （月）木谷悠之介 （火）みっちょん （水）金原愛子 （木）北山ヒロト （金）越智綺音 | （生放送）つなげるラジオ835 - ads.channnelと同時放送 （月）木谷悠之介 （火）みっちょん （水）金原愛子 （木）北山ヒロト （金）越智綺音 | 的場流 伝説のロック!魂のジャズ!         | 名張市物産振興会               |
| 18                             | 18:30 - 18:40                | アサネット倶楽部 | 竹田京右の'Live Music | 知りたい!みんなの県政 | あにチューン | みえ4局ご当地ナビ | 的場流 伝説のロック!魂のジャズ!         | みえ4局ご当地ナビ              |
| 18                             | 18:40 - 18:50                | School Diary | 竹田京右の'Live Music | 知りたい!みんなの県政 | あにチューン | みえ4局ご当地ナビ | 的場流 伝説のロック!魂のジャズ!         | みえ4局ご当地ナビ              |
| 18                             | 18:50 - 19:00                | 全力!少年少女 | 全力!少年少女 | 全力!少年少女 | 全力!少年少女 | 全力!少年少女 | 的場流 伝説のロック!魂のジャズ!         | みえ4局ご当地ナビ              |
| 19:00 - 翌7:00までは放送を休止 |                              | | | | | |                                         |                                |

#### 終了した番組
|        | Morning Plus 7:00 - 10:00                             | Afternoon Breeze 12:00 - 15:00 | Evening Jam 17:00 - 19:00                          |
| ------ | ----------------------------------------------------- | ------------------------------ | -------------------------------------------------- |
| 月曜日 | 松本美夕妃                                            | 山岡寛子                       | 安西美幸                                           |
| 火曜日 | 三木智史                                              | 伊藤聡                         | 米澤勇気                                           |
| 水曜日 | 大谷直加                                              | 山岡寛子                       | 木村泰子                                           |
| 木曜日 | 齋藤めぐみ                                            | 星野美恵子                     | 鴨聡子                                             |
| 金曜日 | 大西祐子                                              | 森川美紀                       | 森本順子                                           |
|        | Morning Plus （土） 9:00 - 12:00 （日） 10:00 - 12:00 | Weekly Jam 14:00 - 17:00       | Weekend Groove（収録） 20:00 - 21:00 22:00 - 23:00 |
| 土曜日 | 野上峰                                                | 宮下真依                       | 宮下真依                                           |
| 日曜日 | 京野伸悟                                              | KEN-KEN                        | 宮下真依                                           |

##### レギュラー番組
- Afternoon Breeze（開局時に存在した平日昼の生放送番組）
- Evening Jam（開局時に存在した平日夕方の生放送番組）
- Morning Plus（開局時に存在した朝の生放送番組[注 32]）
- Spring Groove（火曜昼に番組を担当した林哲也ナビゲーターの生放送番組[注 33]）
- Weekly Jam（開局時に存在した土日曜の午後の生放送番組）
- あれこわい!（火曜お昼の生放送番組[注 34]）
- 馬ステ（春と秋のG1開催時に不定期に放送された競馬の番組[注 35]）
- 小谷大輔のNabari de Talk（月曜お昼の生放送番組）
- しゃべりなば（火曜朝若しくは火曜夕方に不定期に存在した生放送番組[注 36]）
- スイートビートオアシス（水曜お昼の生放送番組）
- せやて!名張やて!（日曜お昼の生放送番組[注 34]）
- なばステ Route 835（日曜お昼の生放送番組）
- ぽっかぽかラジオ（月曜お昼の生放送番組）
- 峰’s Official Site（金曜お昼の生放送番組[注 37]）
- やなせMUSIC 茶論（水曜お昼の生放送番組[注 38]）
- やなせ喫茶（平日お昼の生放送番組）
- やなせ喫茶Forest（木曜お昼の生放送番組[注 39]）
- やなせダイアリー（火曜お昼の生放送番組）
- 日日是なばり（火曜から木曜までのお昼の生放送番組[注 40]）
- あさナバ（平日朝の生放送番組[注 41]）
- You Gotta Music（平日夕方の生放送番組[注 42]）
- 峰’S 倶楽部（土曜お昼の生放送番組[注 43]）
- めっちゃ Sunday（日曜お昼の生放送番組[注 44]）
- Weekend Groove（週末夜の収録番組[注 45]）
- Lala Salama（ららさらま）（週末夜の収録番組[注 46]）
- ADSホールから昼ラジオ〜☆（金曜お昼の生放送番組[注 47]）
- 名張 Flower Friday（金曜お昼の生放送番組[注 48]）
- なばステ　おはよーSAN（平日朝の生放送番組[注 49]）
- なばリッチ。（月曜お昼の生放送番組）
- なばす亭（火曜から木曜のお昼の生放送番組[注 50]）
- なるほど!NABARI（月曜から木曜の夕方の生放送番組[注 51]）
- 情報処。喫茶なばり（土日の午前の番組[注 52]）
- お出かけ!サタデー（土曜の午後の番組[注 53]）
- お出かけ!サンデー（日曜の午後の番組[注 54]）
- いらっしゃいませ!伊賀肉奥田です。
- 桂三弥の出前寄席（収録番組）
- Lala Salama Mpya〜ららさらまんぴゃ〜（収録番組[注 55]）
- 健康と生活（収録番組[注 56]）
- 伊賀風土記（収録番組[注 57]）
- 歌の宅配便・演歌街道正昭は行く／有薗弓子のハッピー歌の宅配便（収録番組[注 58]）
- 菊地夏のENDLESS SUMMER（収録番組[注 25]）

##### 2009年年末 - 2010年年始
- 特徴：年末年始の特別番組はほぼ収録番組に。

#### 番組に関する逸話
- 「的場流 伝説のロック!魂のジャズ!」は、2011年（平成23年）の4月より岐阜県のコミュニティ放送・FMわっちからも放送[注 96] される事になった。
- 「カジュアルにクラシック」は、番組開始当初の番組更新は第2金曜日の月一回、それ以外は再放送であった。GW特番「どみねカンタービレ」内で、様々な番組名を模索し続けてGW特番の前日に決まった事や、番組に対する思い等が紹介された。
- 「You Gotta Music Wednesday」内のクイズのコーナーには、かつてヒントを出してくれる謎の男・Mr.Hint君（リスナーによる命名）が希に現れ、問題を二択にしてくれていた。
- 「菊地夏のENDLESS SUMMER」は、当初「カジュアルにクラシック」と隔週交代の収録番組の予定であったが、2012年（平成24年）6月11日から生放送の30分番組として放送が開始。初回放送時に、基本的に生放送番組であるが収録の場合も有ると説明がなされた。2013年7月の番組改編に於いて時間が1時間に拡大したが、完全に収録番組に移行した。
- 2013年（平成25年）7月から始まった「Morning Radio 83.5」は前番組を引き継いで番組開始時の曲が固定された。7月は引き続き竹田京右の「ひまわり」、8月はmiwa「ミラクル」、9月はJAY'ED「Shine」、10月は青山テルマ「Happiness」、11月はスキマスイッチ「冬の口笛」、12月は木村カエラ「A winter fairy is melting a snowman」。2014年（平成26年）1月は清水翔太「冬が終わる前に」、2月は加藤ミリヤ「Eyes on you」、3月はMIOSIC「幸せの法則」、4月は秦基博「Girl」、5月はDo As Infinity「Week!」、6月はMay J.「RAINBOW」。7月はキマグレン「最後の夏」、8月はAAA「風に薫る夏の記憶」、9月はMs.OOJA「JEWEL」、10月はさかいゆう「おはようサンシャイン」、11月はJUJU「Brand New Days Will Love You」、12月はSOULHEAD「キミノキセキ」。2015年（平成27年）1月はAce of Base「Beautiful Morning」、2月はRihanna「Hate That I Love You feat. Ne-Yo」、3月はAshanti・Beyonce・Carrie Underwood・Ciara・Fergie・Keyshia Cole・LeAnn Rimes・Leona Lewis・Mariah Carey・Mary J.Blige・Melissa Etheridge・Miley Cyrus・Natasha Bedingfield・Rihanna・Sheryl Crow「Just Stand Up!」、4月は秦基博「スプリングハズカム」、5月はDo As Infinity「陽のあたる坂道」、6月はLOVE PSYCHEDELICO「Good times,bad times」、7月はレミオロメン「スタンドバイミー」、8月はサザンオールスターズ「真夏の果実」、9月はいきものがかり「茜色の約束」、10月はKOKIA「The Power of Smile 〜a gentle breeze〜」、11月は星野源「夢の外へ」、12月はステファニー「Winter Gold」。2016年（平成28年）1月は高橋優「同じ空の下」、2月はCHEMISTRY「Life goes on」、3月は斉藤由貴「悲しみよこんにちは」、4月はLUNKHEAD「桜日和」、5月はコブクロ「YOU」。2017年（平成29年）3月は家入レオ「そばにいて、ラジオ」、4月はWEAVER「春色グラフィティ」
- 読売新聞提供のDAILY NEWSで読まれる記事は、担当ディレクターにより3ないし4つの記事が選ばれる。かつて在籍していたスタッフのおーちゃんは、必ずその最後に彼ならではの個性的な記事を選んでいた。その為、通常その番組を担当するディレクターは番組内で紹介されないので誰なのか解らないのだが、ニュース記事で彼だと判明する事が多々あった。
- 2011年（平成23年）のGW特番「昭和時代へタイムトラベル」に、1980年（昭和55年）に名張で開かれた山口百恵のコンサートのスタッフとして尽力した人達がゲストとして出演。橿原のレコード屋にチケットを売ってもらうように頼んだものの断られた事、宣伝カーで彼女の「しなやかに歌って」を流しながらチケットを買ってもらうために走り回った事、そうした結果から当時人口4万強の名張で約2500人の観客を動員した事、当日名張のスタッフは山口百恵本人に近付けなかった事、会場から退場時に観客が押し寄せてきたためスタッフで手を繋いで防いだ時に一瞬間近で本人を見ることが出来た嬉しさ等のエピソードを紹介した。
- 2012年4月の番組改編に於いて、ADSホールサテライトスタジオの本格稼働までは自社制作の収録番組が一部無い状態で放送された。代替番組は過去の収録番組若しくはMUSIC BIRDのコミュニティFM向け専用の番組配信サービス[注 5]の同時間番組だった。
- かつて金曜日19:00に放送していた「SKE48 放課後倶楽部」[53]（パーソナリティ：加藤るみ、山田澪花、上野圭澄、山田恵里伽）は、FMわっち制作番組で、なばステでは2011年（平成23年）6月5日・Vol.48より放送開始した。放送当時中部コミュニティFM4局ネットで放送していた。2012年（平成24年）3月末をもって山田恵里伽がSKE48を卒業。番組の大幅リニューアルに伴い4月から過去放送した回を再放送していたが2013年（平成25年）2月8日をもって放送を終了した（後継番組は自社制作番組「正昭と弓子のハッピー歌の宅配便」の再放送）。
- 2012年（平成24年）4月から始まった「なばステ　おはよーSAN」は、本社スタジオからの放送で番組開始時の曲が固定されていた。2012年4月は、スピッツ「春の歌」、5月はSuperfly「Sunshine Sunshine」、6月は久保田利伸「LOVE RAIN 〜恋の雨〜」、7月は浜崎あゆみ「glitter」、8月はポルノグラフィティ「ミュージック・アワー」、9月はTRF「one love 〜Sun on the moon〜」、10月はCHEMISTRY with ジェイク・シマブクロ×宮本笑里「ALIVE」、11月は西野カナ「Honey」、12月はEXILE「I Believe」、2013年1月は安室奈美恵「Fight Together」、2月はDEEP「I Love You So」、3月はYUI「CHE.R.RY」、4月はいきものがかり「うるわしきひと」、5月はMr.Children「箒星」、6月はEvery Little Thing「一日の始まりに...」、7月は地元出身の竹田京右の「ひまわり」。ここで改編により「なばステ　おはよーSAN」は終了。
- かつて放送していた「桂三弥の出前寄席」は毎週2席の落語を楽しめる30分番組として金・土・日曜日の計4回の放送番組として開始。一席目が金曜 19:30（再放送は土曜 9:00）、二席目が土曜 12:30（再放送は日曜 9:00）となっていた。2013年7月の番組改編後は、火曜 10:30、金曜 19:30、土曜 9:00、土曜 12:30、土曜 17:30、日曜 9:00、日曜 17:30からの7回放送になり、2席の落語を交互にOAしていたが、同年10月の番組改編により終了した。
- かつて配信されていた「BEAT CHILD RADIO〜音楽はあるか?〜」（パーソナリティ：田家秀樹）はFMなばりでは11月1日から配信を開始、毎週金曜日に更新されていた。全12回の配信番組であったが、第1週の放送が第8回で第5週終了後に放送が終了した変則的な期間限定配信番組となった。

### パーソナリティ（ナビゲーター）
地元出身及び地元で暮らしている地域ナビゲーターと、関西に拠点のある芸能事務所に所属している契約アナウンサーが殆どを占める。開局時には三重県内の芸能事務所に所属する方も複数いた。

#### 現在の出演者
- 齋藤めぐみ（2006/4/24 - ）
- 野上峰（地域ナビゲーター 2006/4/24 - ）
- 三木智史（演劇集団ビーアゲイン、レイズイン所属[注 97] 2006/4/24 - ）
- 森本順子（アドバンスコープアナウンサー。オフィスキイワード所属 2006/4/24 - 2008/6/6 2009/6/6 - ）
- 北森良子（地域ナビゲーター 2008/6/7 - ）
- 田口知恵子（地域ナビゲーター 2008/6/8 - ）
- 石川正昭（地域ナビゲーター 2008/6/14 - ）
- 有薗弓子（地域ナビゲーター 2008/6/21 - ）
- 的場敏訓（地域ナビゲーター 2008/7/4 - ）
- 菊地夏（地域ナビゲーター 2009/8/7 - ）
- 藤原保信（声楽家。関西二期会所属 2011/5/13 - ）
- 北山ヒロト（2012/4/2 - ）
- 河原志穂（ボズアトール所属 2007/1/6 - 2010/1/30、2012/4/3 - ）
- 四方香菜（オフィスキイワード所属 2012/4/7 - ）
- 田中愛（アドバンスコープアナウンサー。オフィスキイワード所属 2013/11/2 - ）
- 廣川陽子（アドバンスコープアナウンサー。オフィスキイワード所属 2013/11/3 - ）
- みっちょん（地域ナビゲーター 2009/8/1 - 2012/3/25、2014/6/30 -[注 6] ）
- 森嗣美（地域ナビゲーター 2014/10/3 - ）
- 中橋舞（アドバンスコープアナウンサー。オフィスキイワード所属 2014/10/6 - ）
- 中山瑞穂[注 98][54]（地域ナビゲーター 2015/10/1 - ）
- 柚木伸介（アドバンスコープアナウンサー。オフィスキイワード所属 2009/5/11 - 2011/7/28[注 99]、2013/11/11 - 2015/3/27、2015/10/5 - ）
- 金原愛子（地域ナビゲーター 2015/10/7 - ）
- 林哲也（元アドバンスコープアナウンサー。オフィスキイワード所属 2006/7/5 - 2013/3/27、2016/4/17 - ）

#### 過去の出演者
- 伊藤聡（→伊藤さとる）（出演時はアドバンスコープアナウンサー。オフィスキイワード所属 2006/4/24 - 2006/6/27）
- 大西祐子（office Bless you所属 2006/4/24 - 2006/9/29）
- 宮下真依（地域ナビゲーター 2006/4/24 - 2006/10/28）
- 坂いづほ（2006/10/6 -2007/10/29）
- 松本美夕妃（出演時はoffice Bless you所属 2006/4/24 - 2008/1/31）
- 森川美紀（地域ナビゲーター 2006/4/24 - 2008/4/28）
- 安西美幸（出演時はアドバンスコープアナウンサー。オフィスキイワード所属 2006/4/24 - 2008/6/5）
- 大谷直加（出演時はoffice Bless you所属 2006/4/24 - 2008/6/25）
- 松井かれん（地域ナビゲーター 2008/6/8 - 2008/10/19[注 100]）
- 山岡寛子（地域ナビゲーター 2006/4/24 - 2009/2/26）
- 米澤勇気（演劇集団ビーアゲイン、レイズイン所属[注 97] 2006/4/24 - 2009/5/30）
- 上窪さみ（地域ナビゲーター 2008/6/9 - 2009/7/29）
- 星野美恵子（オフィスキイワード所属 2006/4/24 - 2010/3/28）
- 京野伸悟（出演時はオフィスキイワード所属 2006/4/24 - 2010/3/29）
- 鴨聡子（出演時はアドバンスコープアナウンサー。キャップ所属 2006/4/24 - 2010/9/28）
- 木村泰子（出演時はアドバンスコープアナウンサー。オフィスキイワード所属 2006/4/24 - 2010/9/30）
- 牧野晴歌（出演時はアドバンスコープアナウンサー。出演時はキャップ所属（→オフィスキイワードに移籍） 2011/1/7 - 2011/1/28）
- 瀬岡容子（出演時はアドバンスコープアナウンサー。出演時はキャップ所属(→松竹芸能に移籍) 2010/10/5 - 2012/3/26）
- 湯浅円（元アドバンスコープアナウンサー。オフィスキイワード所属 2010/10/7 - 2012/3/27）
- 小谷大輔（出演時はアドバンスコープアナウンサー。オフィスキイワード所属 2010/4/5 - 2012/4/1[注 101]）
- 中西則善（出演時はアドバンスコープアナウンサー。オフィスキイワード所属 2013/4/3 - 2013/9/25）
- 広瀬陽子（元アドバンスコープアナウンサー。オフィスキイワード所属 2011/3/4 - 2013/10/25）
- 福士幹朗（オフィスキイワード所属 2012/4/1 - 2013/10/27）
- 桂三弥（落語家。吉本興業所属 2011/2/1 - 2013/10/29）
- 西本ケンジロウ[注 2]（2006/4/24 - 2008/6/29、2012/4/3 - 2013/10/31）
- 足立淑絵（出演時はOffice Stella所属 2013/10/20[注 102] - 2014/4/29）
- 玉川恵（出演時はアドバンスコープアナウンサー。オフィスキイワード所属 2013/11/6 - 2014/9/24）
- 後藤明子（出演時はアドバンスコープアナウンサー。オフィスキイワード所属 2013/11/7 - 2014/9/25）
- 木坂浩三（出演時はアドバンスコープアナウンサー。ボズアトール所属 2013/11/1 - 2014/9/26）
- 山村典子（地域ナビゲーター 2008/6/8 - 2014/9/30）
- 高橋りさ（出演時はアドバンスコープアナウンサー。出演時はオフィスキイワード所属 2014/10/2 - 2014/11/13[注 103]）
- 大内康弘（オフィスキイワード所属 2012/4/5 - 2015/9/24）
- 夏木唯子（元アドバンスコープアナウンサー。オフィスキイワード所属 2010/4/2 - 2015/9/25）
- 山本隆詞（出演時はアドバンスコープアナウンサー。オフィスキイワード所属 2014/10/1 - 2015/9/30）
- 秋山理恵（地域ナビゲーター。Fun Hop L.A. style dance studio代表 2015/10/6[注 21] - 2016/3/29）
- 吉田理沙（地域ナビゲーター 2008/6/9 - 2009/8/31、2014/9/16 - 2016/5/3）
- 五十嵐愛生（→いがらしあみ）（出演時はアドバンスコープアナウンサー。オフィスキイワード所属 2015/10/4 - ?[注 104]

#### 出演者に関する逸話
- 開局当時から現在[注 1]まで、途中に中断なくナビゲーターとして続いているのは3人（齋藤めぐみ、野上峰、三木智史）である。
- ナビゲーターの森本順子は、ナビゲーターとしては一度卒業しているが、なばステ開局当時から現在[注 1]までアドバンスコープアナウンサーであり、卒業後も休まれた方の代わりにナビゲーターを務めた事がある。卒業後丁度一年後に再登場し今日に至る。不動の人気を持つナビゲーターである。
- ナビゲーターの三木智史は、開局からナビゲーターを務めている一人だが、当初「かみかみ王子」の渾名を自ら名乗っていた程、言葉を噛む事があった。好きなアニメは「魔神英雄伝ワタル」。火曜日の朝の番組を担当していた時に番組最後に好きな林原めぐみをかけ続けていた。現在[注 1]は林原が出演している映画「新世紀エヴァンゲリオン劇場版 Air/まごころを、君に」の劇中挿入歌、ARIANNE「Komm, süsser Tod〜甘き死よ、来たれ」を月曜朝の番組で、また木曜朝の番組を担当してからは「JUST BEGUN」を木曜朝の番組エンディングに用いていた。
- ナビゲーターの齋藤めぐみは、開局からナビゲーターを務めている一人だが、誰もが認める酒豪（とりわけビールが好き）。高校野球好きで県大会が始まると担当番組内スポーツコーナー（SPORT FLASH）でヒートアップしていた（別の時間帯に移動）。また開局後に花粉症デビューし、以後花粉症についての話題が増えた。なばステパワースポット部の自称“幽霊部員”。こだわりの曲をとことん流し、かつては「大阪LOVER」を約一年間かけ続け、2013年10月末の生放送番組担当終了時までMASHの楽曲をかけ続けていた。
- ナビゲーターの北森良子は、誰もが認める犬好き。また防災に関する話になると思わず我を忘れて防災の大切さを訴えている。大変な恥ずかしがり屋で公式サイトのDJ・スタッフ紹介ページや番組案内の中で正面からの姿が未だ一度も掲載されていない。
- ナビゲーターの田口知恵子は、自身の体験から得た健康に関しての話や、普段着こなしている和服について書かれた「ロハスのイロハ」をアドバンスコープの番組ガイドブックに連載していた（最終回は2011年7月号）。レーナ・マリアを敬愛している。
- ナビゲーターの的場敏訓は、ジャズ、ロックについての造詣が深くその幅広い知識とコレクションを番組の中で披露しているが、全116館ある「伊賀まちかど博物館」の一つ「ジャズのレコード博物館」の館長を務めていて、事前に予約が必要だが直接本人から話や所蔵するレコードを聴くことが出来る[55]。また、晩年を名張で過されていた田中徳三監督の世界を紹介しその功績を称えた「田中徳三映画祭」の実行委員長として、現在[注 1]は「なばり名画座」実行委員会委員長、そして江戸川乱歩の愛好家でつくられた「乱歩蔵びらきの会」の代表として活躍中である。
- ナビゲーターの藤原保信は、野上峰の番組にゲストとして度々出演。地元を拠点に活動する声楽家で「おきつも女声合唱団」の代表、指揮者を務めている。
- 特別番組に出演したよね皮ホホ骨は、吉本興業所属の芸人で、師匠は村上ショージ。アドバンスコープの番組にて桂三弥の代わりに出演したのをきっかけに、その個性的な風貌を生かして不定期ではあるが出演。三重県一志郡（現 三重県津市）出身。
- かつてナビゲーターを務めていた松井かれんは、高校在学中は野球部のマネージャーを、また球場でウグイス嬢を務め、担当番組内において父親の影響で巨人ファンと述べる等、野球が大好きである。ナビゲーター卒業後三重スリーアローズの広報に就任。その後鈴鹿サーキットクイーン33期生として（2011年 - 2012年）、その後はFM三重で「東員ぷらむちゃんねる！」のパーソナリティとして（2012年11月23日 - 2013年9月27日）、伊賀市のご当地キャラクター（ゆるキャラ）「いが☆グリオ」のぐりぐりマネージャーとして活躍。現在[注 1]はNHK津放送局のキャスターとして活躍中である[56]。
- かつてナビゲーターを務めていた桂三弥は、齋藤めぐみや夏木唯子以上に更に輪をかけて酒が大好きで、酒にまつわるエピソードの数も「底無し」である。開局当時にゲスト出演という形であるものの番組の出演を果たしており、またアドバンステーション内企画「伊賀四国八十八箇所巡り」中、連日電話で出演し状況を報告している。開局からおよそ4年9ヶ月を経て2011年（平成23年）2月から予てより希望していたナビゲーターとして番組を担当した。
- かつてナビゲーターを務めていた夏木唯子もお酒が大好き。かつて「なばステパワースポット部」を立ち上げ部長に就任したが、確認出来た部員は齋藤めぐみだけだった。
- かつてナビゲーターを務めていた山村典子は、昔英語を教えていて、スワヒリ語も堪能な才媛であるが物腰柔らか。希に独自な感覚や世界観に話が及び他のナビゲーターが取り残されることがあった。洋楽についての造詣が深い。2011年（平成23年）、アドバンスコープの番組ガイドブック7月号から2012年（平成24年）3月号まで、自身の体験を踏まえた「ノーマライゼーション（障がい者と健常者が分け隔てなく共に暮らせる社会）」についてのエッセイ「ののりこの窓から」を連載していた。
- かつてナビゲーターを務めていた足立淑絵は名張市議会議員選挙に出馬するためナビゲーターを卒業し、2014年8月24日に行われた市議会議員選挙にて当選。現在[注 1]市議会議員（1期目）。
- かつてナビゲーターを務めていた秋山理恵は、自身で開設したダンススクール「Fun Hop L.A.style」代表を務め、Rie先生と呼ばれている。市内で開催される各種イベントに積極的に参加。かつては縁夢寿美ガールズのダンス指導を担当（同期のナビゲーターである中山瑞穂は教え子になる）

### 備考
- 名張市はFMなばりと災害時の緊急放送について協定を結んでいる。特に避難勧告など大至急で市民に知らせる必要がある際は、FMなばりでも知らせることを宣言している[57]。